# Bismark (Altmark)
Bismark is een gemeente in de Duitse deelstaat Saksen-Anhalt, en maakt deel uit van de Landkreis Stendal. 
Opmerking betreffende het wapen: dit is het wapen van het stadje Bismark, niet van de gehele gemeente. Die heeft namelijk geen wapen.
Bismark telde, op de peildatum van de meest recente statistiek, 8.094 inwoners.

## Indeling gemeente
De gemeente bestaat, conform art. 15, lid 1, van haar Hauptsatzung (hoofdgemeenteverordening), uit de volgende 20 Ortschaften en Ortsteile:
- Ortschaft Bismark (Altmark) met de Ortsteile Bismark, Arensberg, Döllnitz en Poritz (resp. 2, 2½ en 3½ km W[3])
- Ortschaft Badingen met de Ortsteile Badingen en Klinke (11 km ZO)
- Ortschaft Berkau met de Ortsteile Berkau en Wartenberg (7 km WZW)
- Ortschaft Büste, alleen bestaande uit het Ortsteil Büste (4 km N)
- Ortschaft Dobberkau met de Ortsteile Dobberkau en Möllenbeck ( 7 km NNO)
- Ortschaft Garlipp, alleen bestaande uit het Ortsteil Garlipp; 4 km ZO
- Ortschaft Grassau met de Ortsteile Grassau, Bülitz en Grünenwulsch, 4 km N van Kläden
- Ortschaft Hohenwulsch met de Ortsteile Hohenwulsch, Beesewege, Friedrichsfleiß, Friedrichshof en Schmoor; 3 km O
- Ortschaft Holzhausen met het Ortsteil Holzhausen ( 4 km Z)
- Ortschaft Käthen, alleen bestaande uit het Ortsteil Käthen, 12 km ZO
- Ortschaft Kläden met de Ortsteile Kläden en Darnewitz (8 km ZO)
- Ortschaft Könnigde, alleen bestaande uit het Ortsteil Könnigde (3 km ZO)
- Ortschaft Kremkau, alleen bestaande uit het Ortsteil Kremkau  (11 km WZW)
- Ortschaft Meßdorf met de Ortsteile Meßdorf ( 8 km N), Biesenthal, Schönebeck en Späningen
- Ortschaft Querstedt met de Ortsteile Querstedt en Deetz, 2 resp. 4 km ZO van Badingen
- Ortschaft Schäplitz, alleen bestaande uit het Ortsteil Schäplitz, 7 km ZO
- Ortschaft Schernikau met de Ortsteile Schernikau en Belkau (16 km O, en 6 km W van Stendal)
- Ortschaft Schinne, alleen bestaande uit het Ortsteil Schinne, 4 km N van Steinfeld
- Ortschaft Schorstedt met de Ortsteile Schorstedt en Grävenitz (10 km NO)
- Ortschaft Steinfeld (Altmark) met de Ortsteile Steinfeld en Schönfeld (12 km OZO)

Bijna al deze Ortschaften bestaan uit kleine plattelandsdorpen met niet meer dan enkele honderden inwoners, met in veel gevallen als enige bezienswaardigheid een oude dorpskerk. Kläden (per 10-01-2022 573 inwoners) en Badingen (per 31-12-2018 426 inwoners) zijn volgens de gemeentelijke website van al deze dorpjes het grootst. Volgens deze website had het stadje Bismark zelf, begin 2022, 2.403 inwoners.

## Geografie, infrastructuur
De gemeente ligt midden in de streek Altmark, 22 km ten noordwesten van Stendal.

### Naburige gemeentes
- In het westen: Kalbe
- In het noordoosten: Osterburg
- In het oosten: Rochau
- In het zuidoosten: tot Stendal behorende dorpen
- In het zuidwesten: tot Gardelegen behorende dorpen.

### Infrastructuur

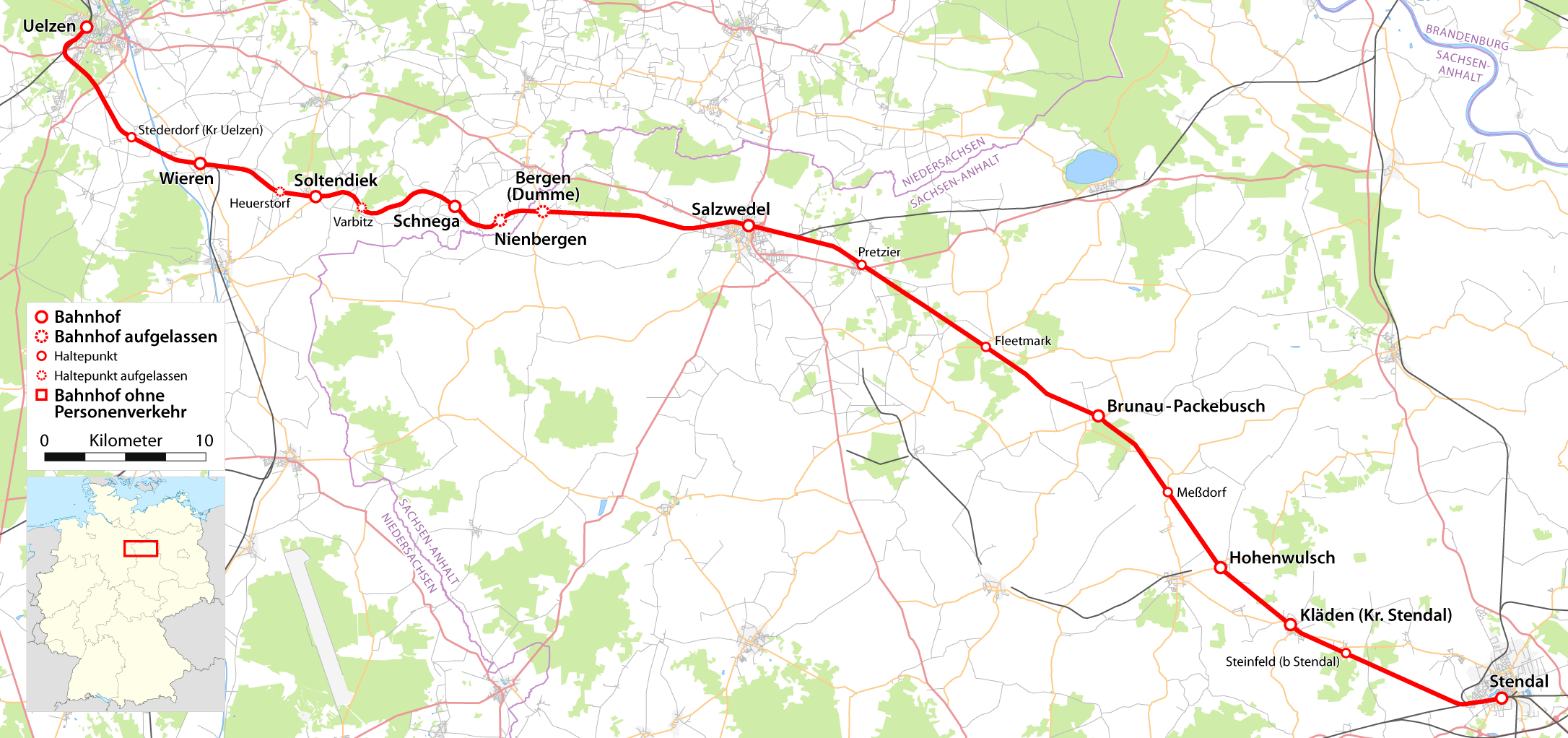
Verloop spoorlijn Uelzen-Stendal
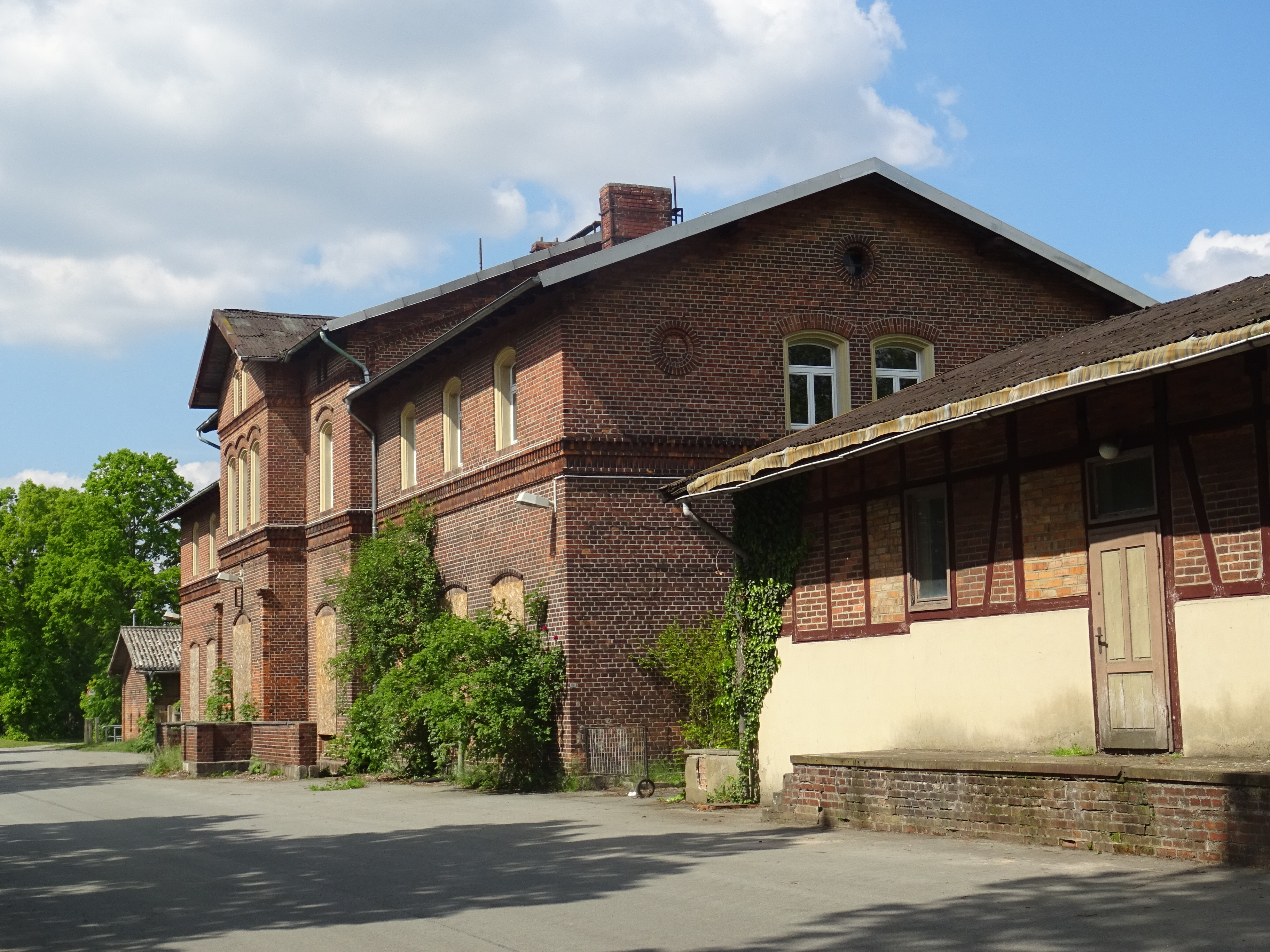
Station te Hohenwulsch, 3 km ten oosten van  Bismark
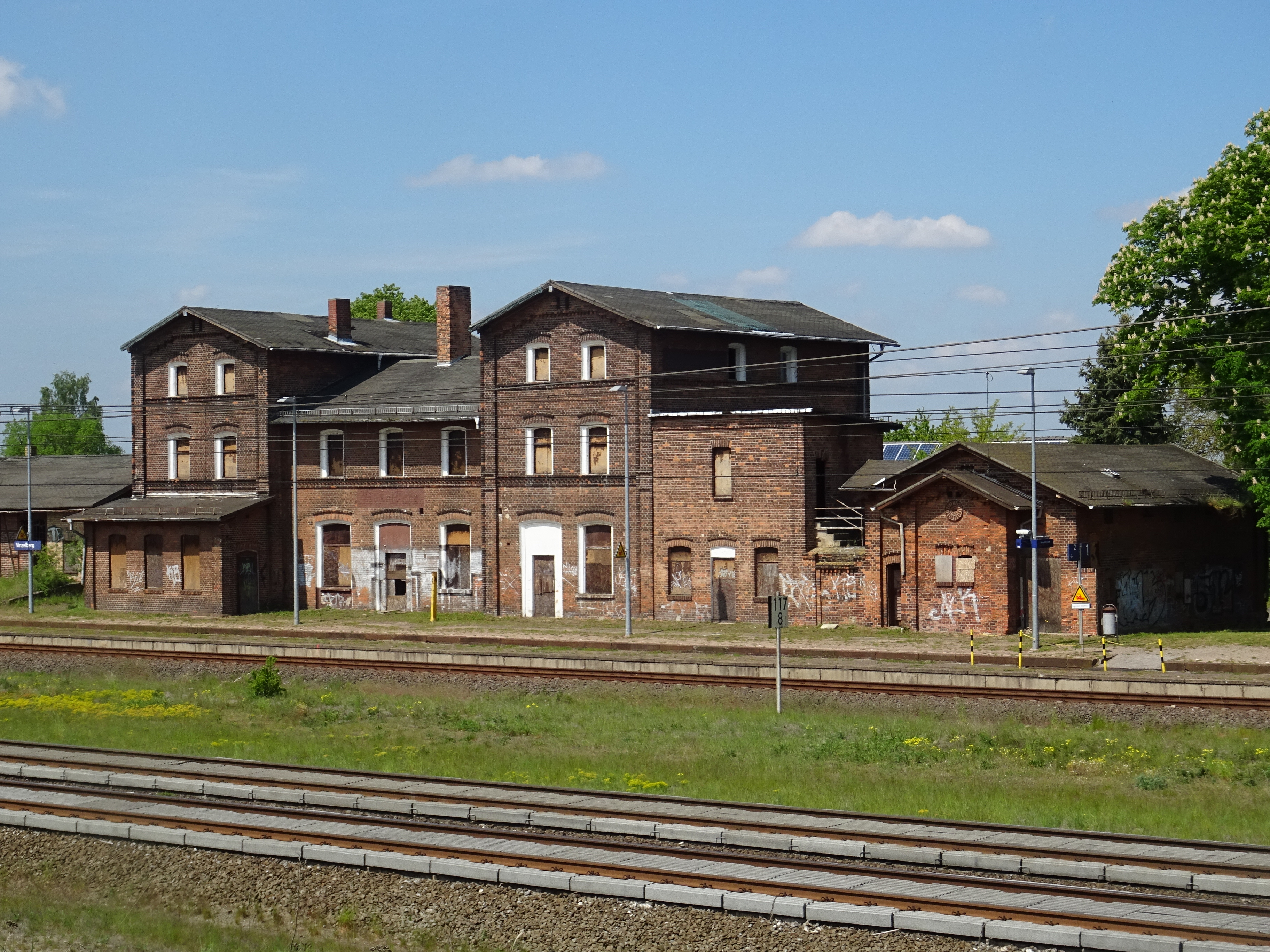
Station Vinzelberg, Käthen

De gemeente Bismark ligt nogal afzijdig van belangrijke verkeerswegen. De Bundesstraße 188 komt bij Käthen nog juist tot aan de zuidgrens van de gemeente; de Bundesstraße 189 loopt 20 km oostelijk voorbij Bismark. Deze twee hoofdwegen komen bijeen te Stendal. Autosnelwegen zijn binnen 30 km van Bismark niet aanwezig.
Door de gemeente loopt sinds circa 1871 een spoorlijn tussen Stendal en Uelzen; zie: Spoorlijn Stendal - Uelzen. Aan deze spoorlijn liggen binnen het gemeentegebied stopplaatsen te Hohenwulsch, Kläden, Steinfeld, en Meßdorf. Het stationnetje te Meßdorf is in 2017 opgeheven.
Aan de spoorlijn Berlijn - Lehrte, verder zuidelijk,  ligt Station Vinzelberg, op het grondgebied van Käthen. Vinzelberg, gemeente Stendal, en Käthen liggen vlakbij elkaar, aan weerszijden van de spoorlijn. Het openbaar vervoer per bus is in het algemeen beperkt tot weinig frequent rijdende school- en belbusdiensten.

## Economie
Bismark is nog een typische Altmärker plattelandsgemeente, met veel vruchtbaar boerenland, waar de landbouw, met name de rundveehouderij, economisch van betekenis is; er staat een regionale kaasfabriek.
Industrie en nijverheid is beperkt tot midden- en kleinbedrijf van lokale, hooguit regionale betekenis.
Er is enig wandel- en fietstoerisme.

## Geschiedenis

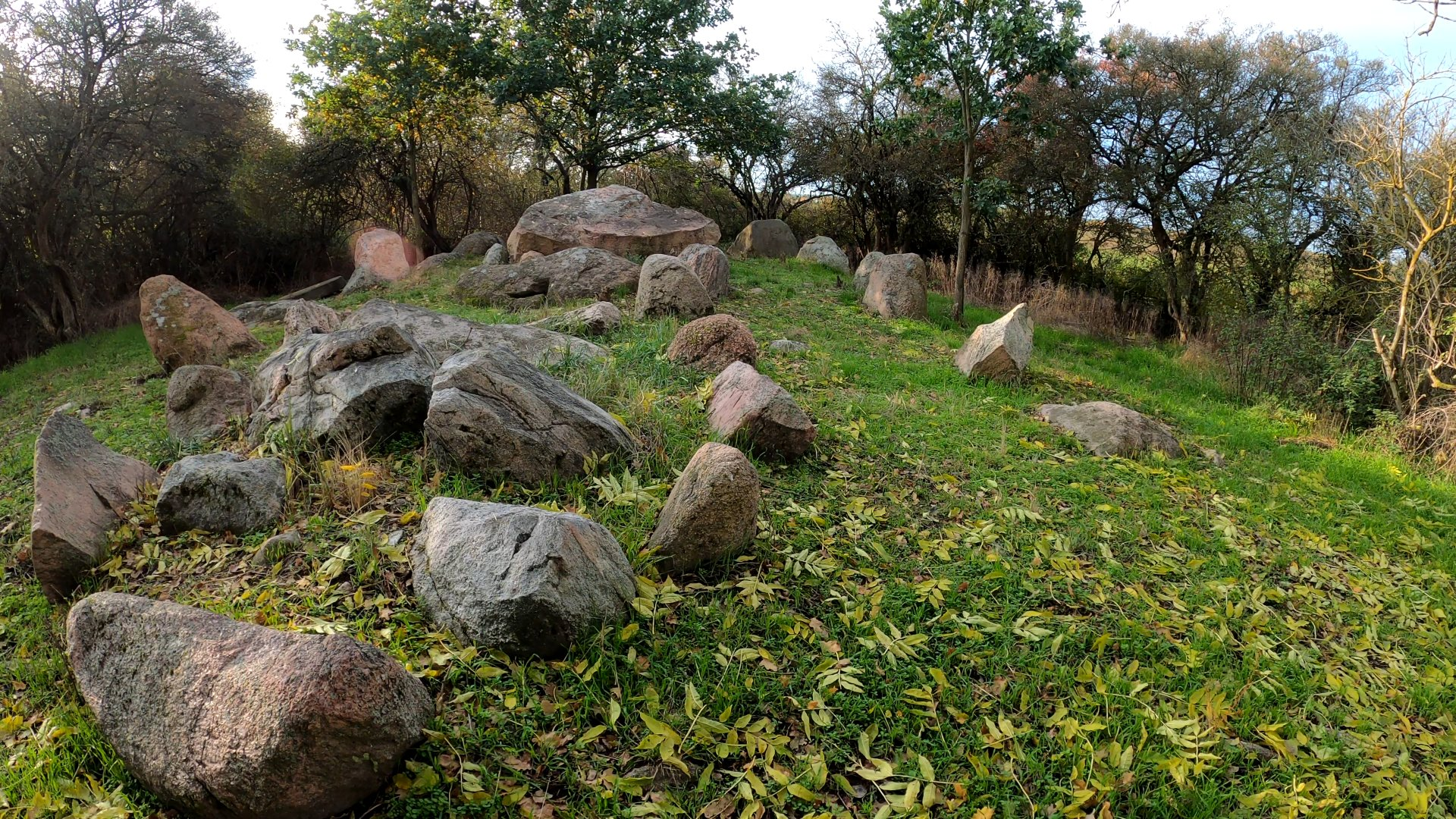
Megalietmonument Großsteingrab Kläden
Kaart van de stad Bismark uit 1799

In de Jonge Steentijd, tussen 3500 en 2800 jaar vóór de jaartelling, hebben dragers van de trechterbekercultuur in het gebied van de huidige gemeente Bismark enige hunebedden gebouwd. Verscheidene daarvan werden tot en met de 19e eeuw vernietigd, om de stenen voor andere doeleinden te gebruiken. In 1843 zijn bij Kläden enige bronzen bijlen uit de Vroege Bronstijd ontdekt. Ze worden door archeologen toegeschreven aan dragers van de Úněticecultuur.
Zoals in de gehele regio, woonden hier van de 8e tot en met de 11e eeuw mensen, die tot Slavische volkeren behoorden. Vanaf de 12e en 13e eeuw werden er, in het kader van de Oostkolonisatie, boeren uit Vlaanderen en de westelijke Duitse landen uitgenodigd, hier boerderijen te beginnen. Veel van de dorpjes behielden hun Slavische naam, zij het verbasterd. Voorbeelden hiervan zijn Schernikau en Belkau, afgeleid van tsjerni en bjeli, zwart en wit; de namen betekenen: huis van de zwarte, respectievelijk huis van de witte.  De plaatsnaam Könnigde is van een Sorbisch woord konja, paard, afgeleid.
Ten westen van Bismark, waarvan de naam misschien bisschoppelijk grensgebied betekent,  stroomt een beek met de naam Biese, wat als: biezenbeek wordt uitgelegd. Markgraaf Albrecht de Beer heeft in de 12e eeuw in deze streek aan Hollandse en Vlaamse boeren toestemming gegeven, hier moeras te ontginnen en boerderijen te beginnen.
Vanaf de middeleeuwen lag Bismark meestal in het gebied van vazallen van de Mark Brandenburg, later in Pruisen.
Bismark was in de middeleeuwen een bedevaartplaats. Ten tijde van de Zwarte Dood, de pestepidemie van circa 1350, werd hier een vermeend wonderdadig kruis vereerd. Zie ook onder Trivia. De pelgrimages duurden, totdat er wegens incidenten met dronken bedevaartgangers eind 14e eeuw op bisschoppelijk bevel een eind aan  werd gemaakt. Bismark verkreeg in de 13e of 14e eeuw de status van  vlek met marktrecht. Of en zo ja, wanneer stadsrechten werden verworven,  is niet meer bekend. De meest waarschijnlijke periode hiervoor is de 15e eeuw, doch dat blijft hypothetisch. In de 15e eeuw kwamen te Bismark o.a. een brouwers- en een bakkersgilde tot ontwikkeling. 
Het stadje was van oorsprong rechthoekig, ommuurd en voorzien van drie stadspoorten. Van die muren en poorten is niets meer bewaard gebleven, ze werden vermoedelijk omstreeks 1700 geslecht.
In de eerste helft van de 16e eeuw ging de streek als gevolg van de Reformatie over tot het protestantisme. Tot op de huidige dag zijn verreweg de meeste christenen in en om Bismark evangelisch-luthers. Tenzij anders aangegeven, geldt dat ook voor alle in dit artikel vermelde kerkgebouwen in de gemeente.
Over de geschiedenis van het stadje tot het jaar 1676 is weinig in detail bekend. In dat jaar was er namelijk een grote stadsbrand. Daarbij ging het stadsarchief verloren. In 1803 deed zich opnieuw een, nu kleinere, stadsbrand voor.
Over de periode 1803-1945 zijn geen historische gebeurtenissen van meer dan beperkt en plaatselijk belang overgeleverd. 
Van 1949 tot 1990 lag Bismark in de DDR. Veel oude landgoederen zijn in die tijd onteigend en enkele zijn tot grote staatsboerderijen, Landwirtschaftliche Produktionsgenossenschaften, omgevormd. Na de Duitse hereniging in 1990 zijn enige van deze grote agrarische bedrijven,  zij het met andere eigenaars en met een Westers georiënteerde  bedrijfsvoering, blijven voortbestaan.

## Bezienswaardigheden, evenementen, sport
De voornaamste bezienswaardigheden zijn de talrijke, oude, vaak 12e- of 13e-eeuwse, uit natuursteen opgetrokken kerkgebouwen, zowel in Bismark zelf als in de dorpjes daaromheen. 
Jaarlijks, in september, wordt in Steinfeld een folkloristische boerenmarkt gehouden.
Eén kilometer ten zuidoosten van Schorstedt ligt een motocrossbaan.

## Afbeeldingen
In de gemeente staan meer dan 30 middeleeuwse, architectonisch interessante, dorpskerken, die alle onder monumentenzorg zijn geplaatst.

### Kerkgebouwen

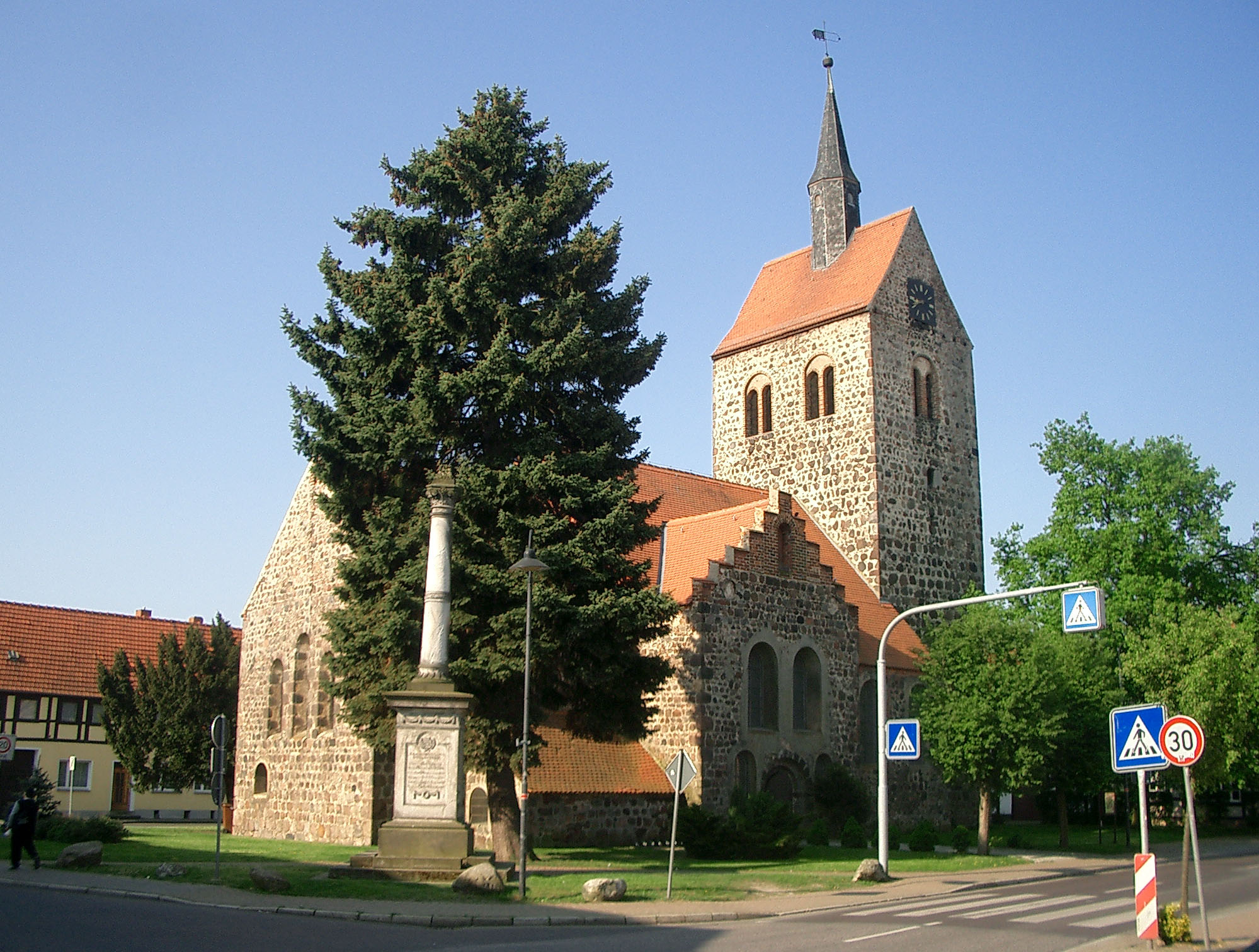
De 13e-eeuwse Stadskerk te Bismark
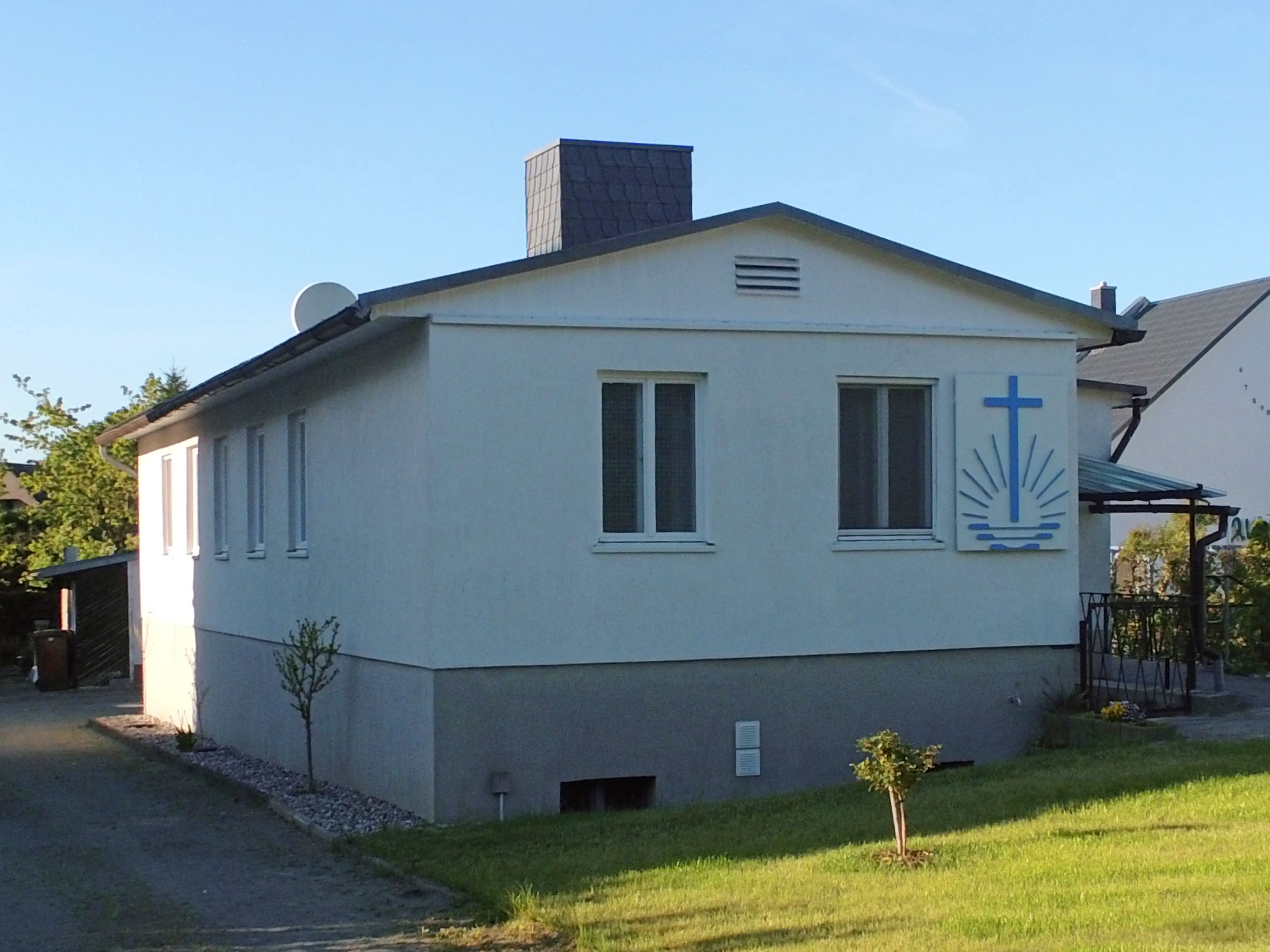
Nieuw-Apostolische kerk, Bismark
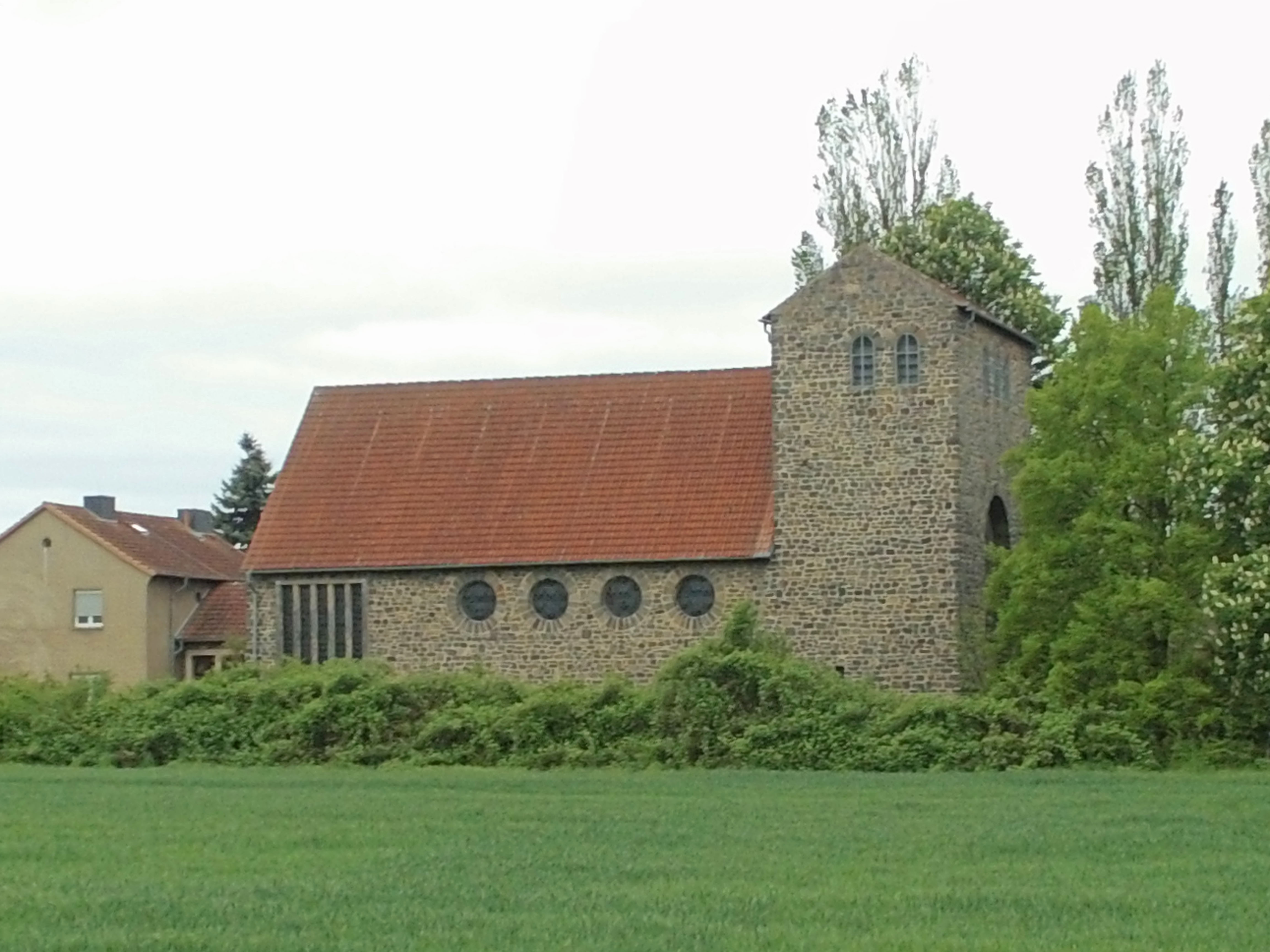
Voormalige rooms-katholieke H. Kruiskerk (1955), Bismark
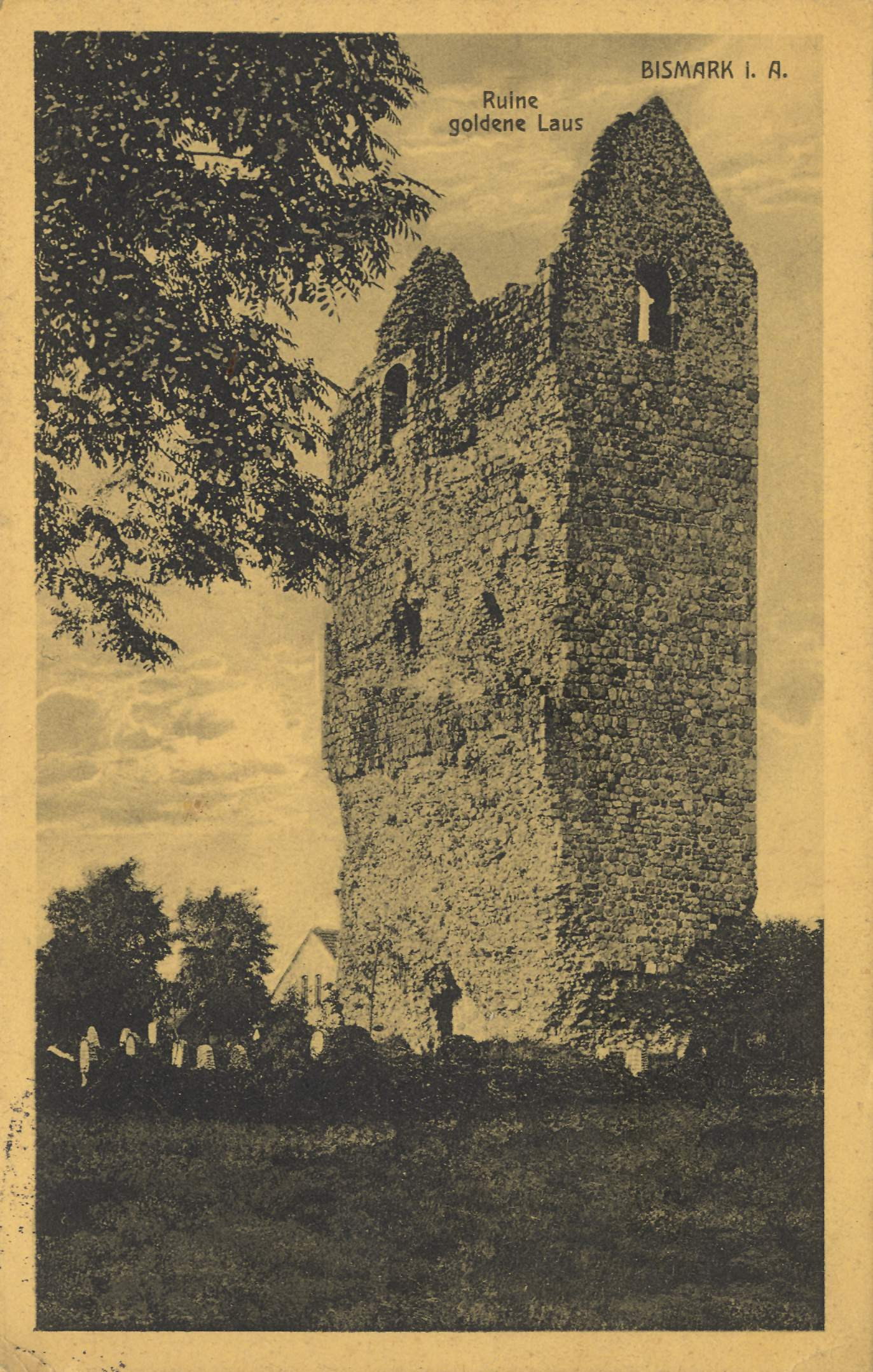
Goldene Laus 1914
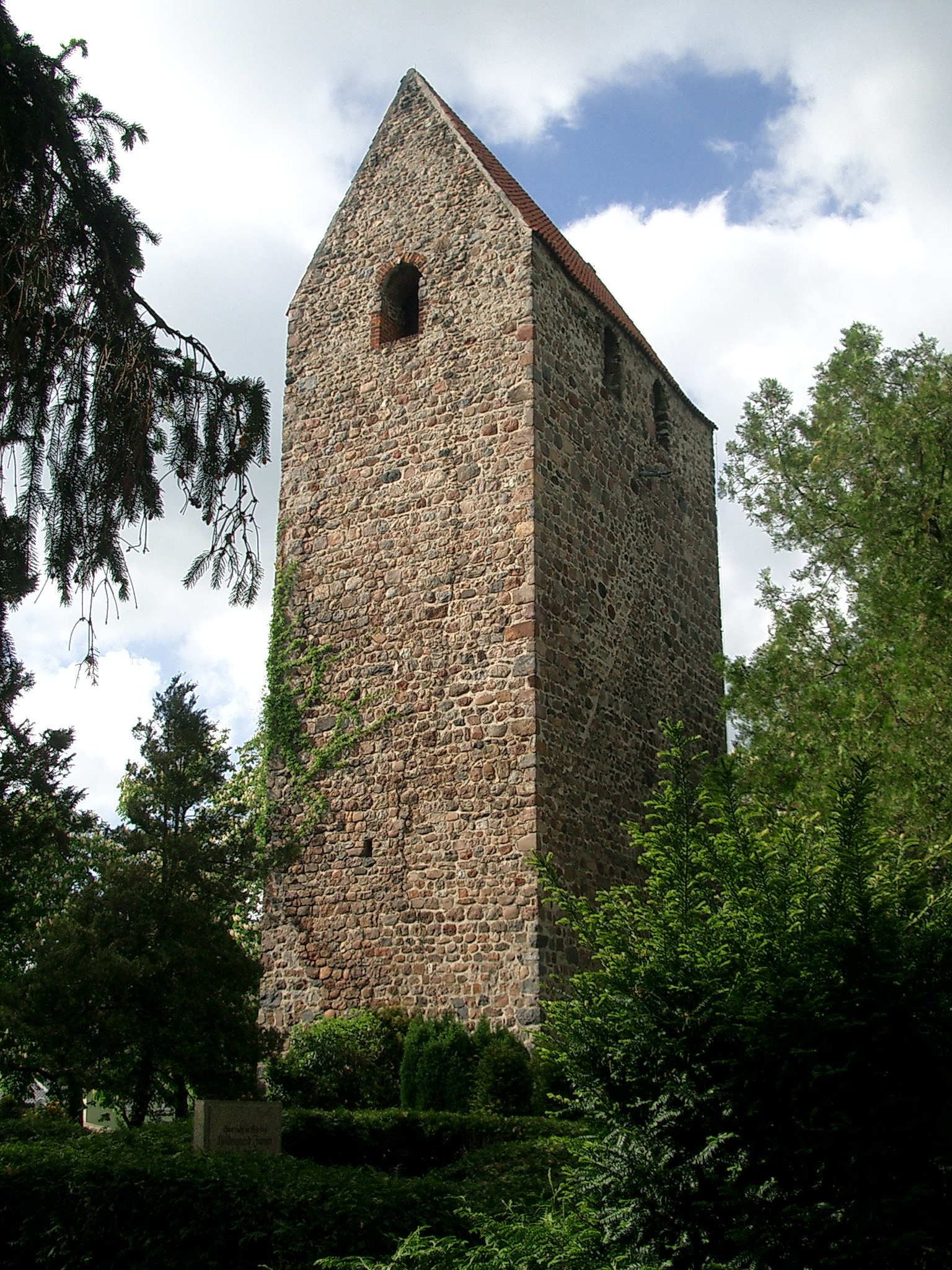
Idem, 21e-eeuwse foto
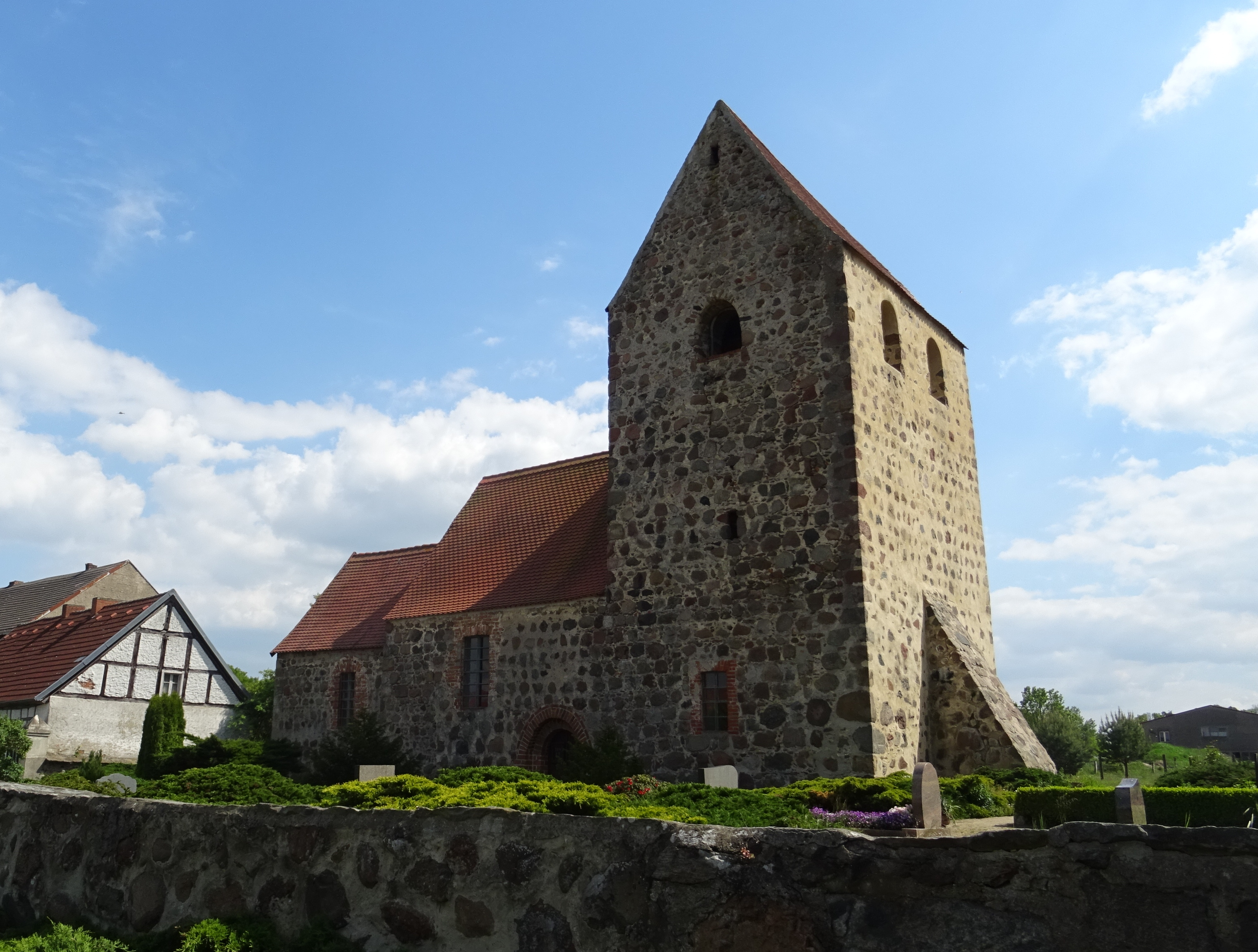
Dorpskerk te Arensberg
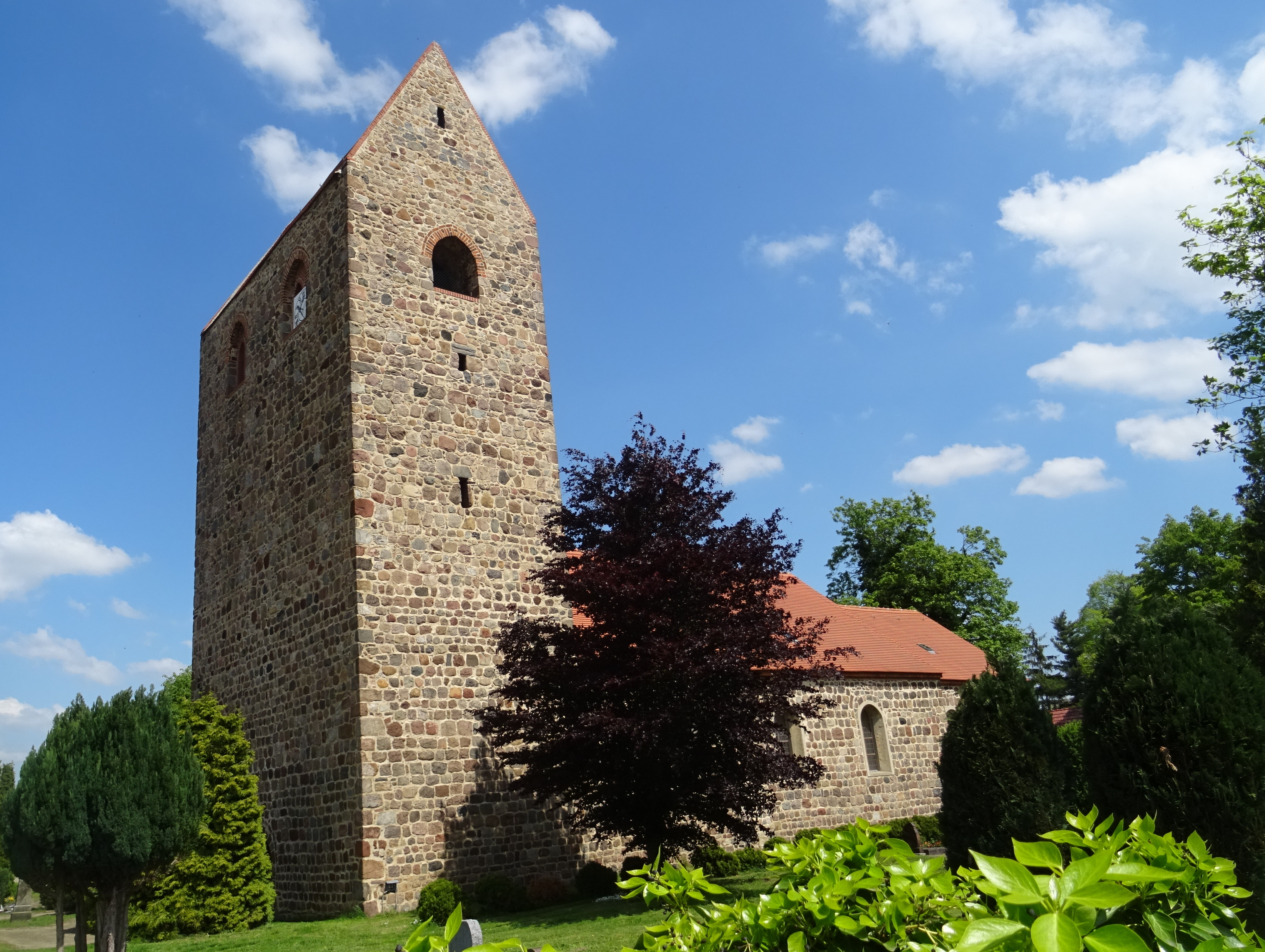
Dorpskerk te Badingen
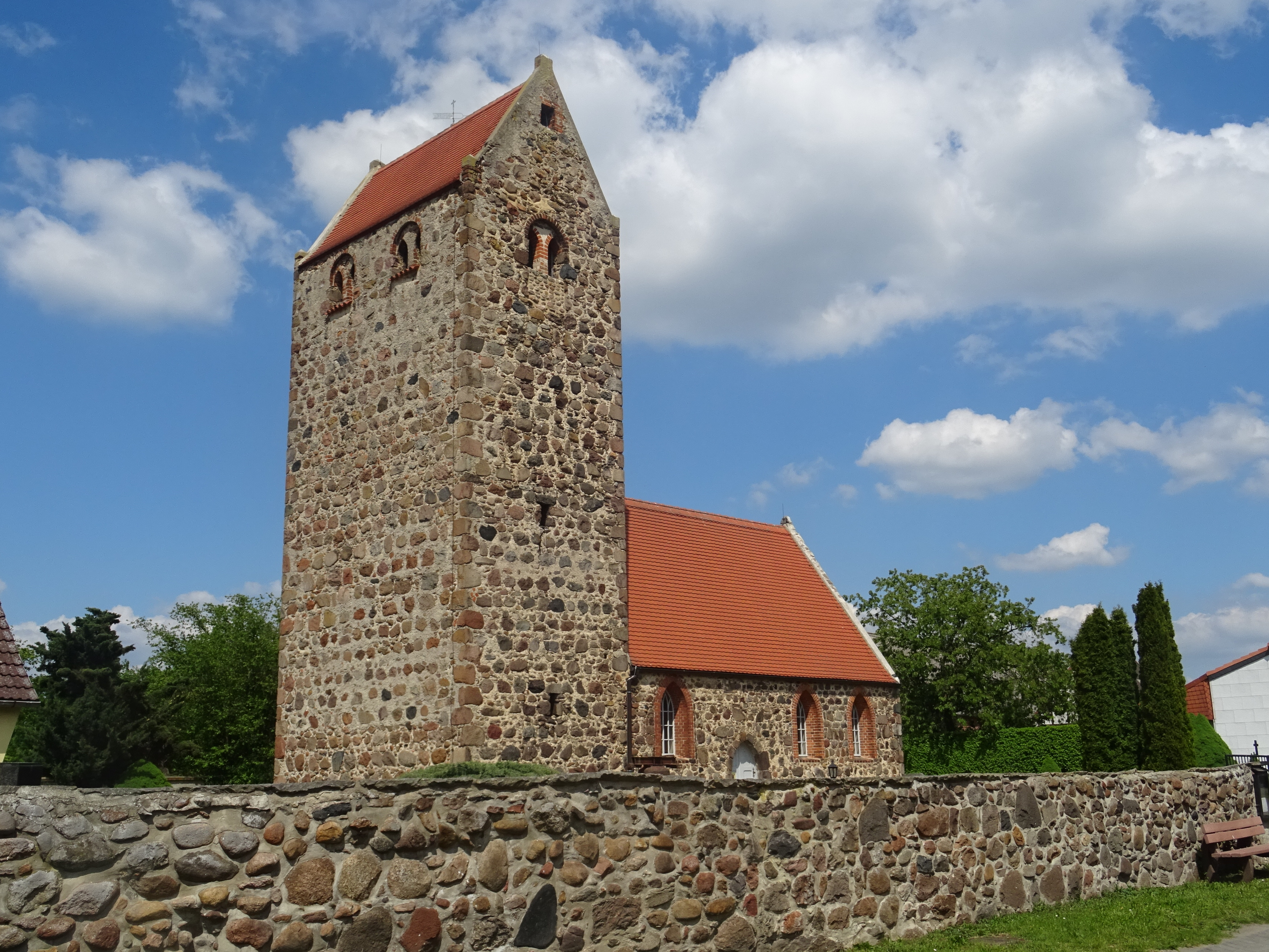
Dorpskerk te Beesewege
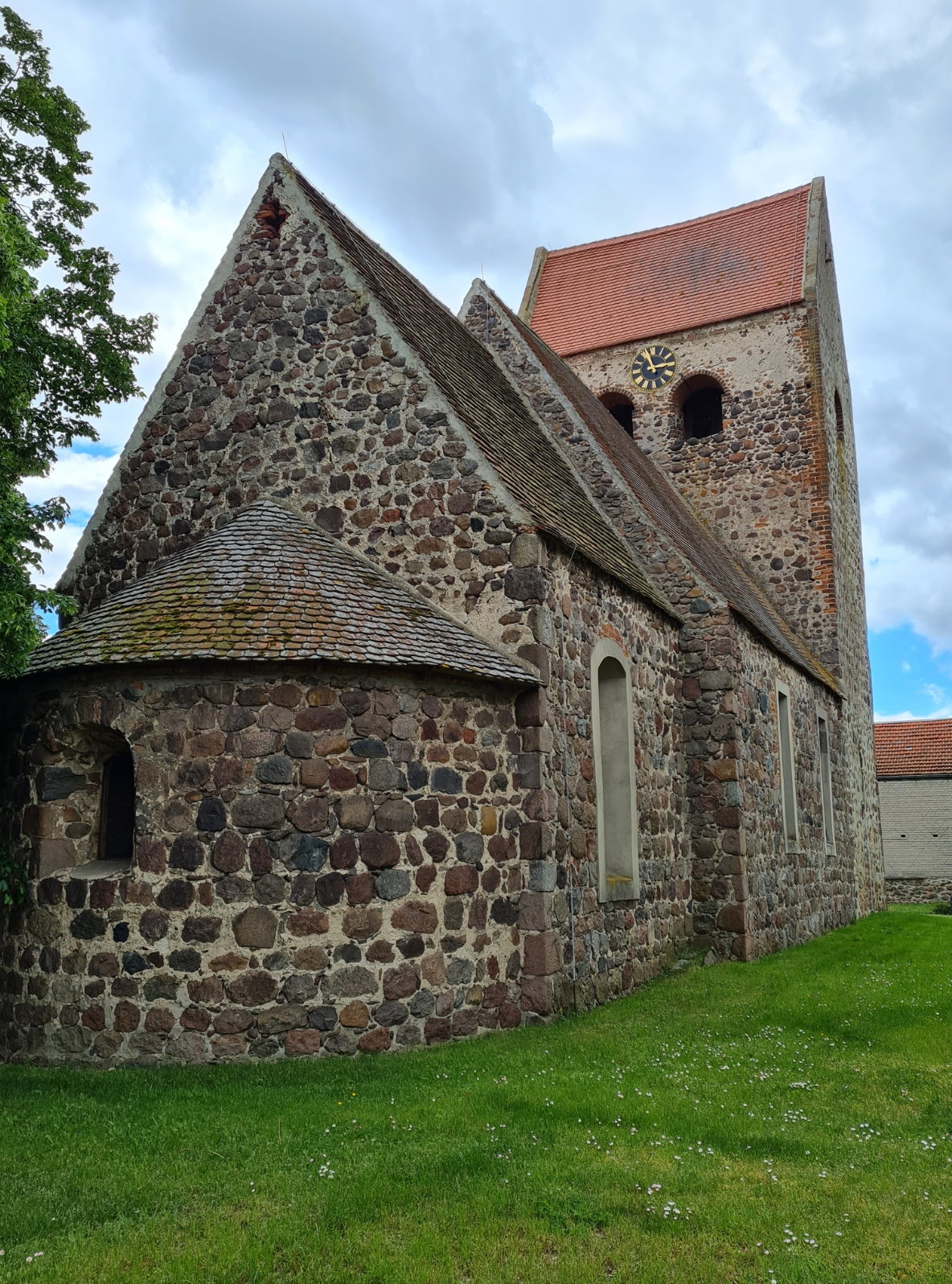
Dorpskerk te Belkau
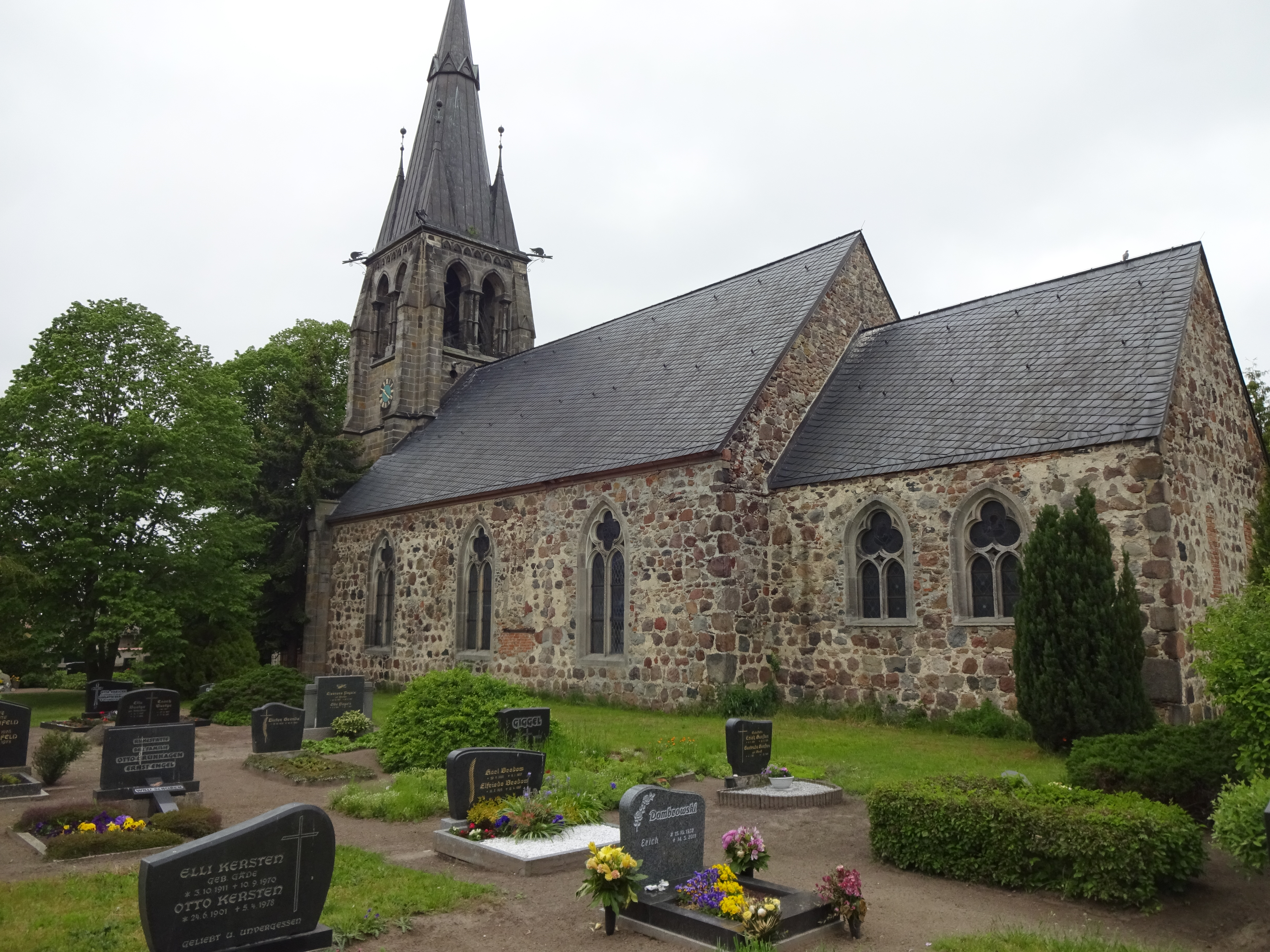
Dorpskerk te Berkau
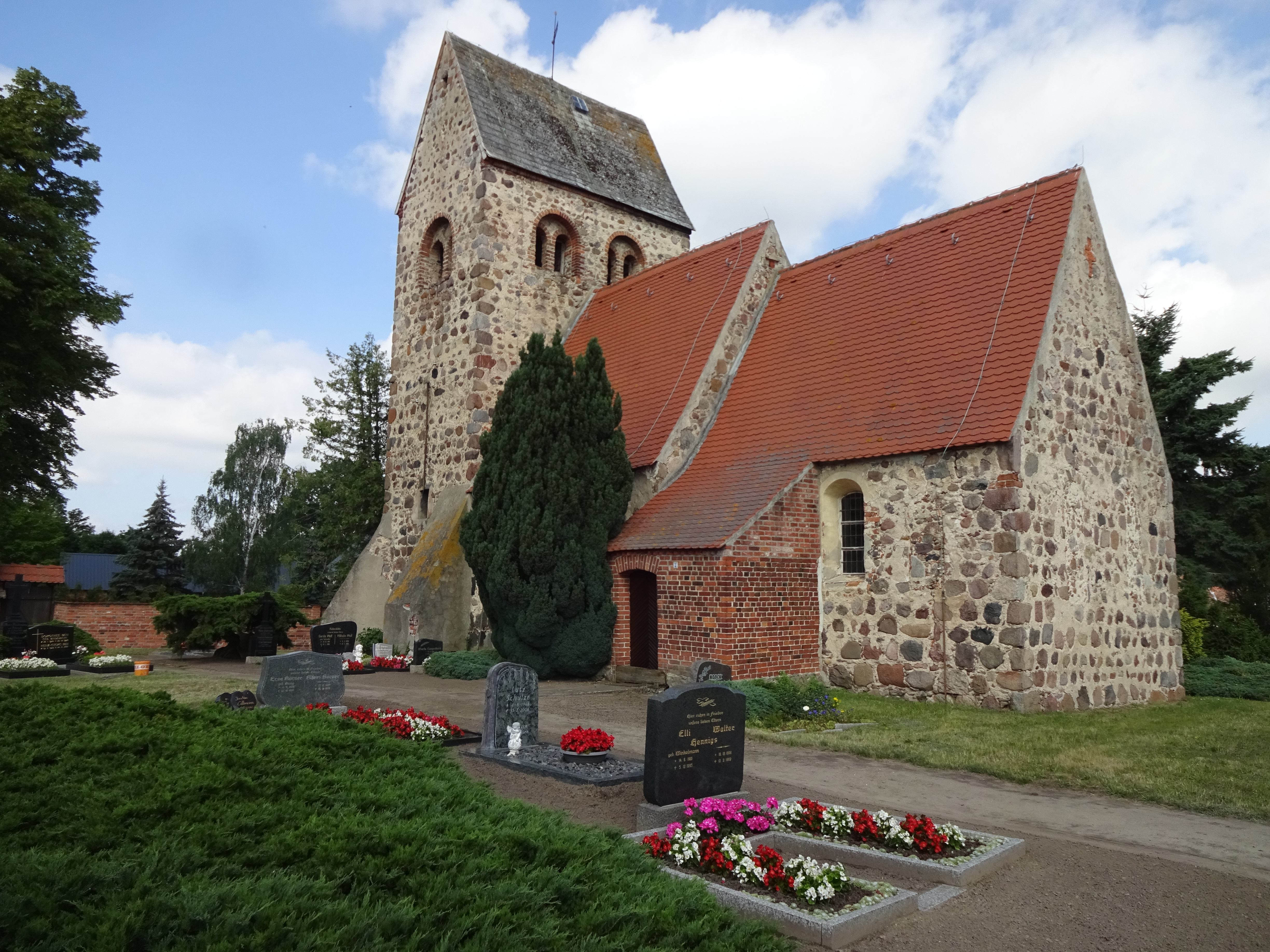
Dorpskerk te Biesenthal
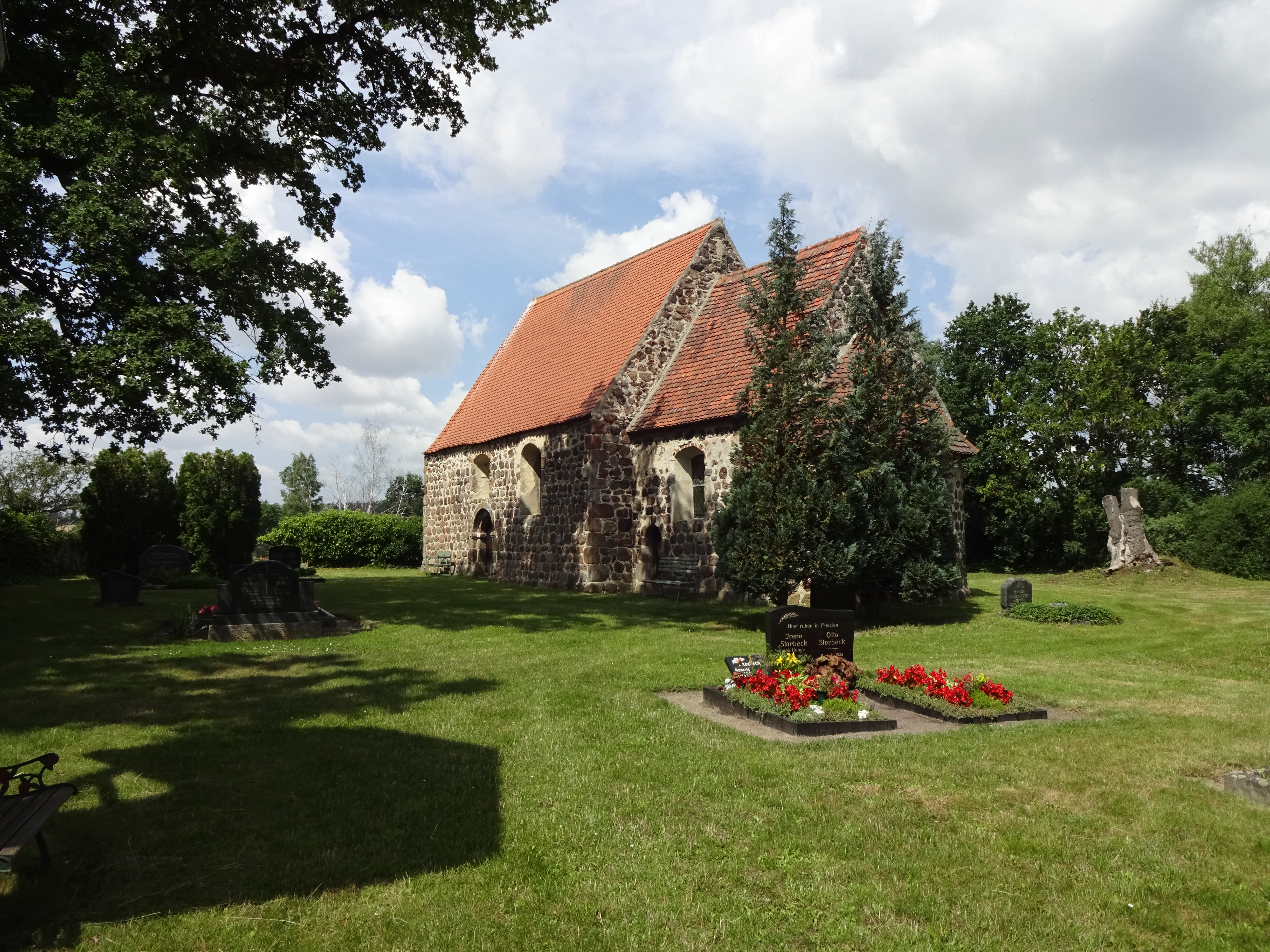
Dorpskerk te Bülitz
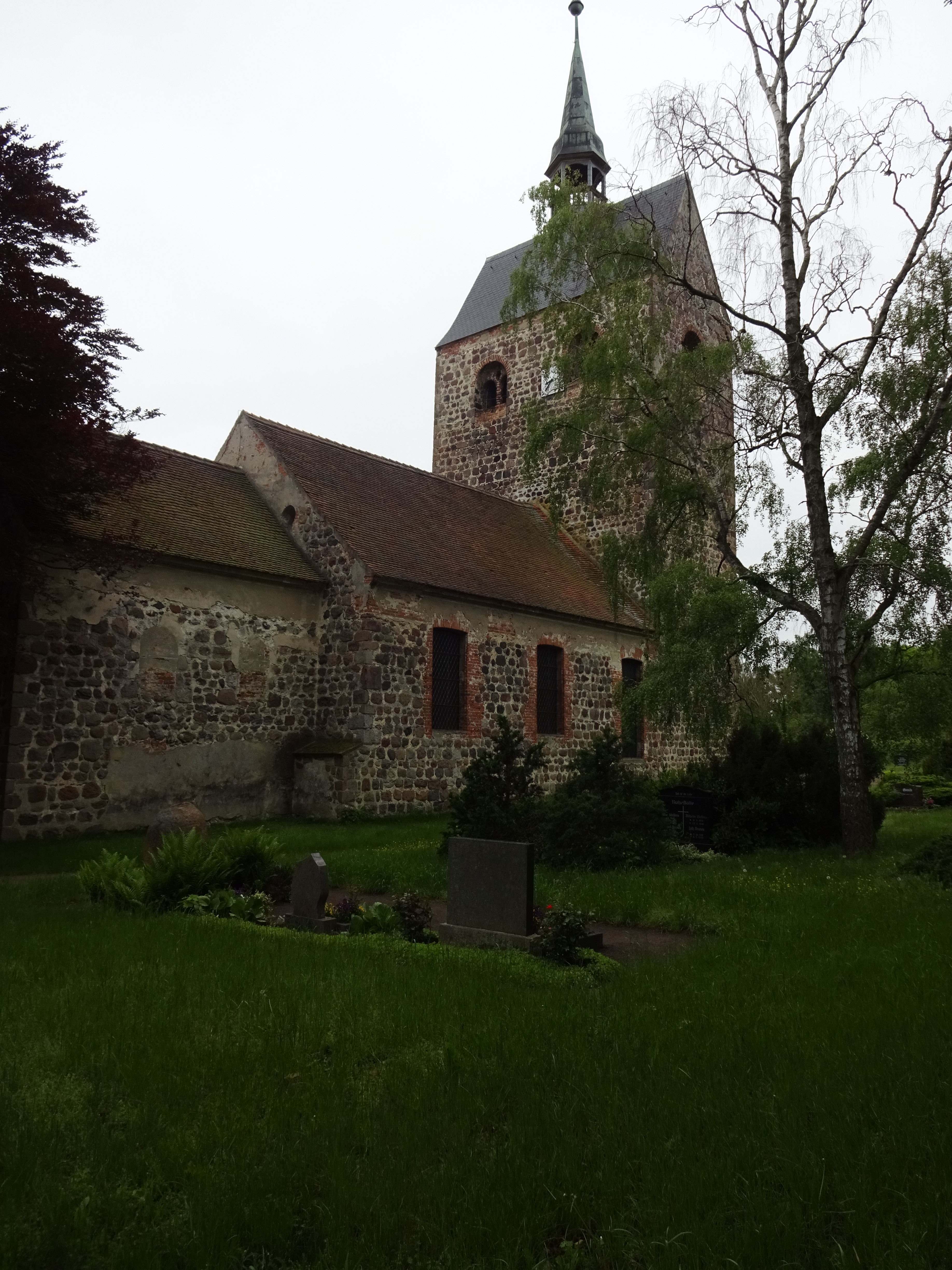
Dorpskerk te Büste
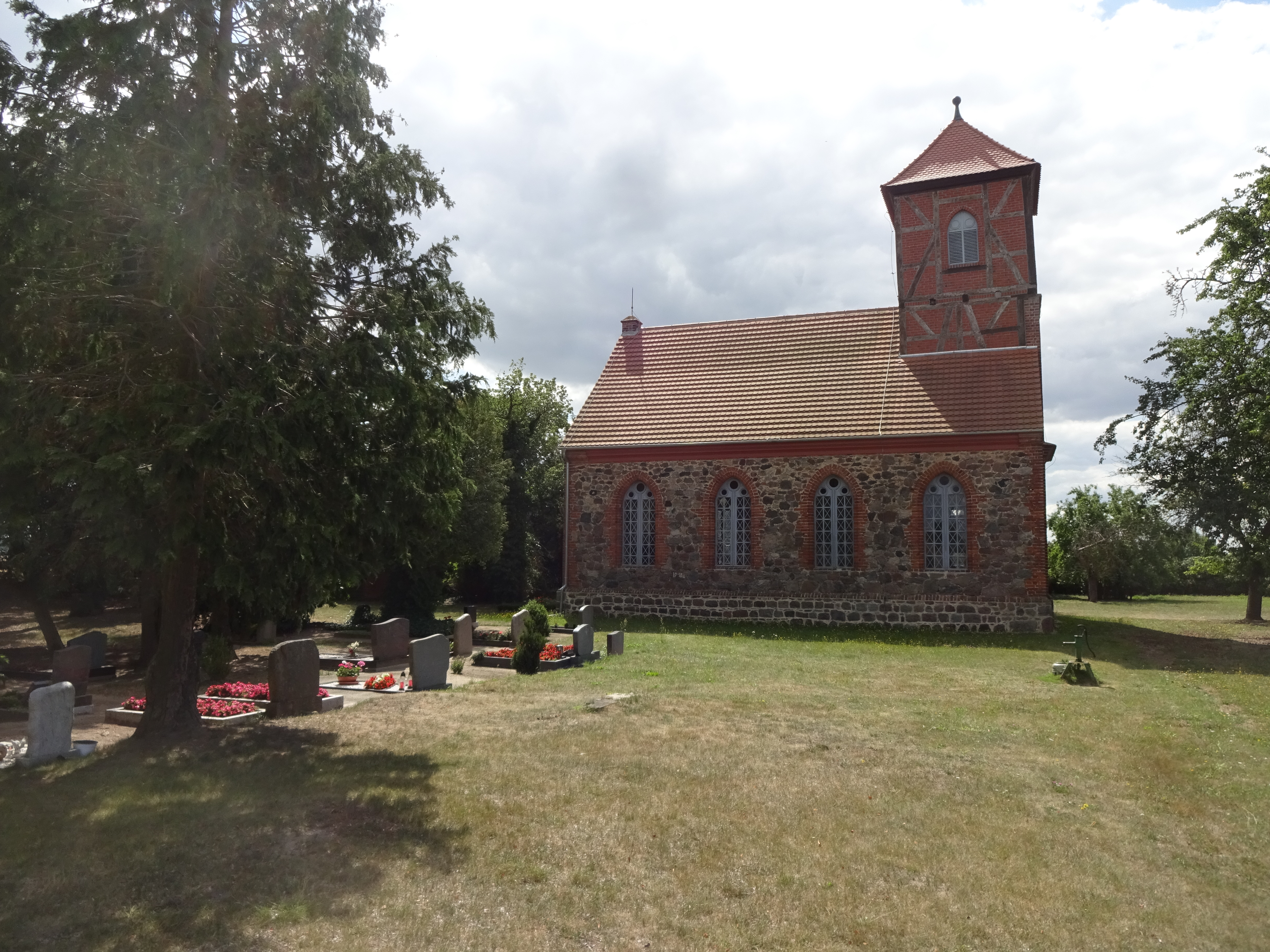
Dorpskerk te Darnewitz
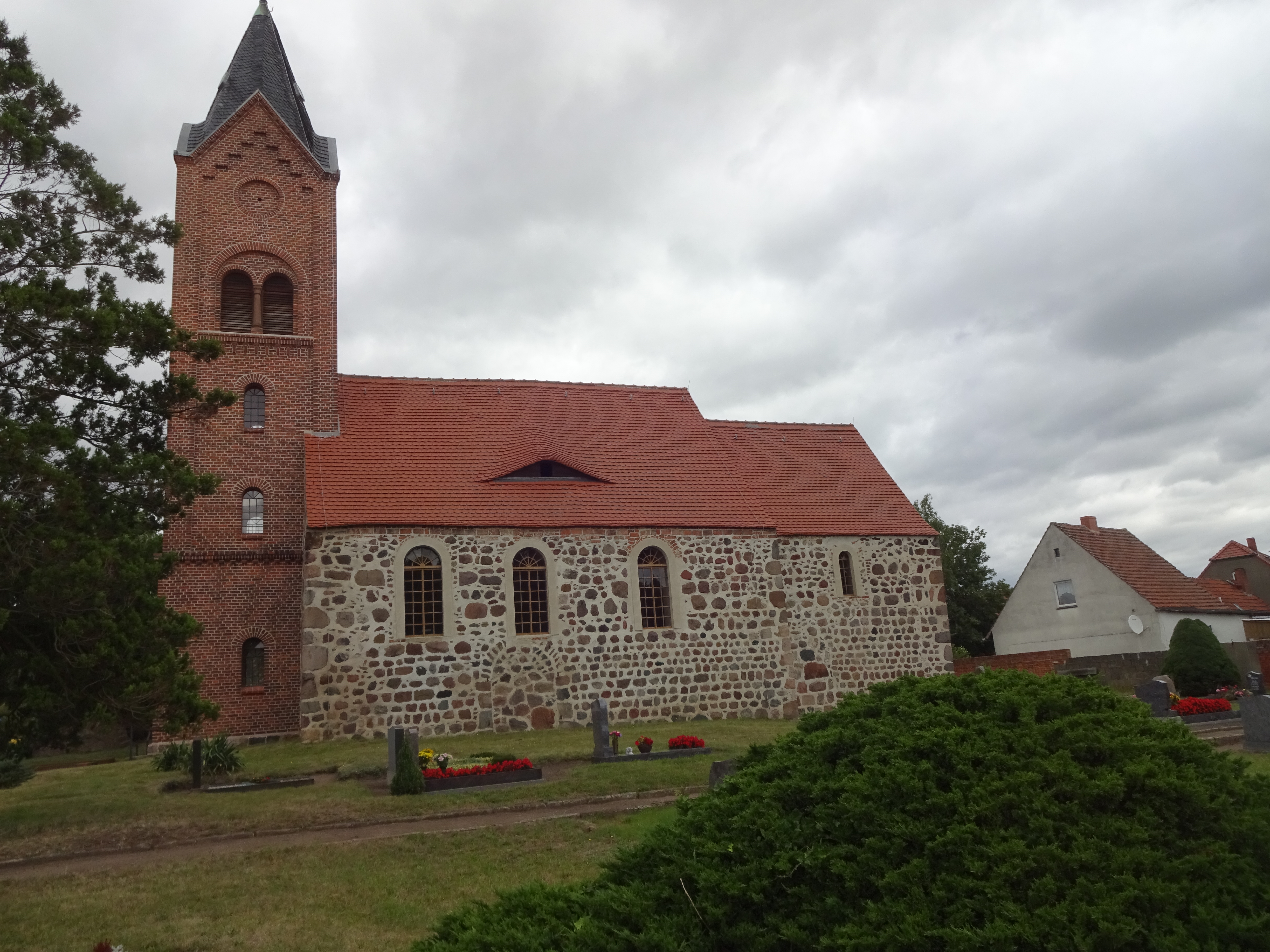
Dorpskerk te Deetz
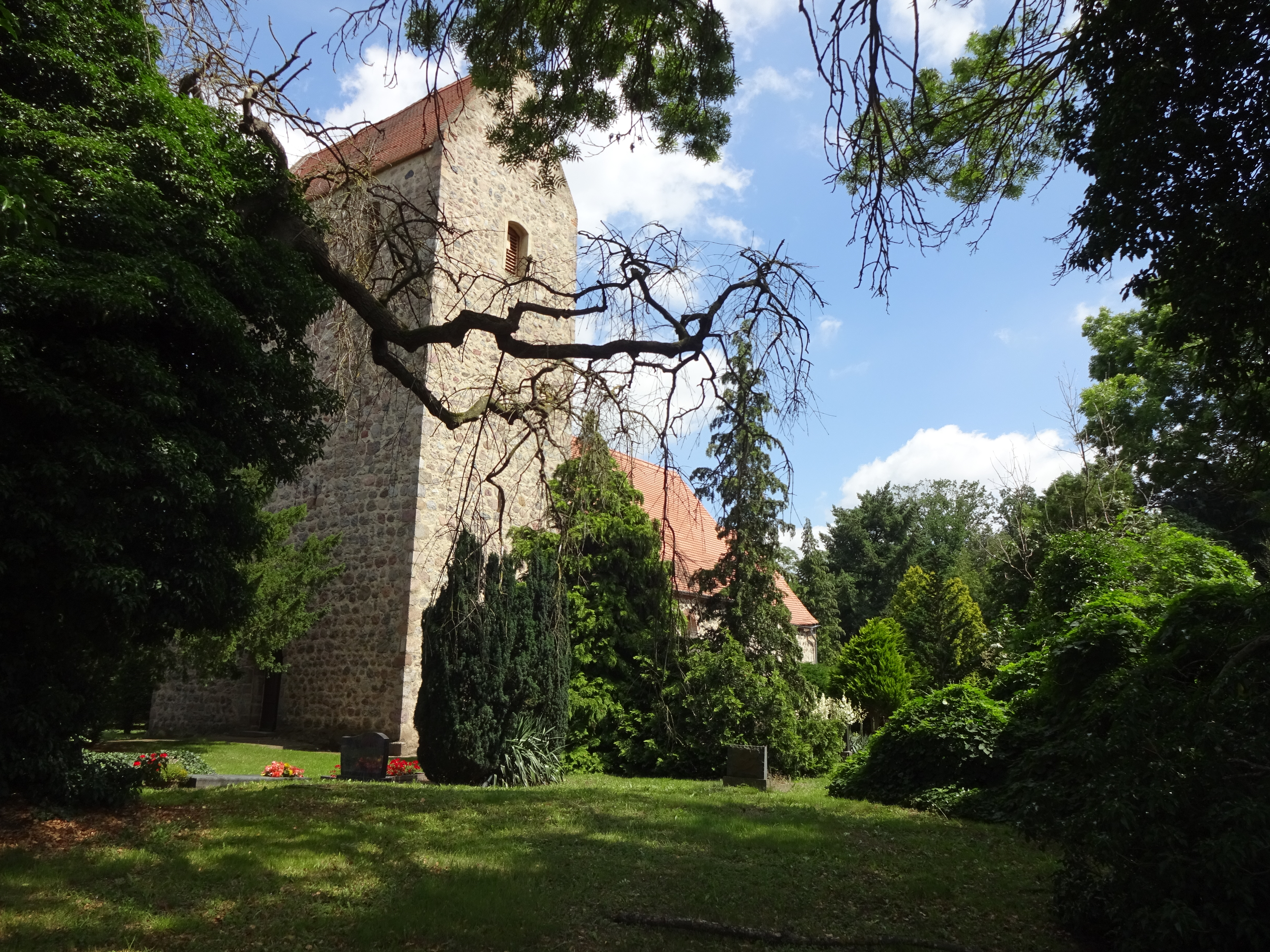
Dorpskerk te Dobberkau
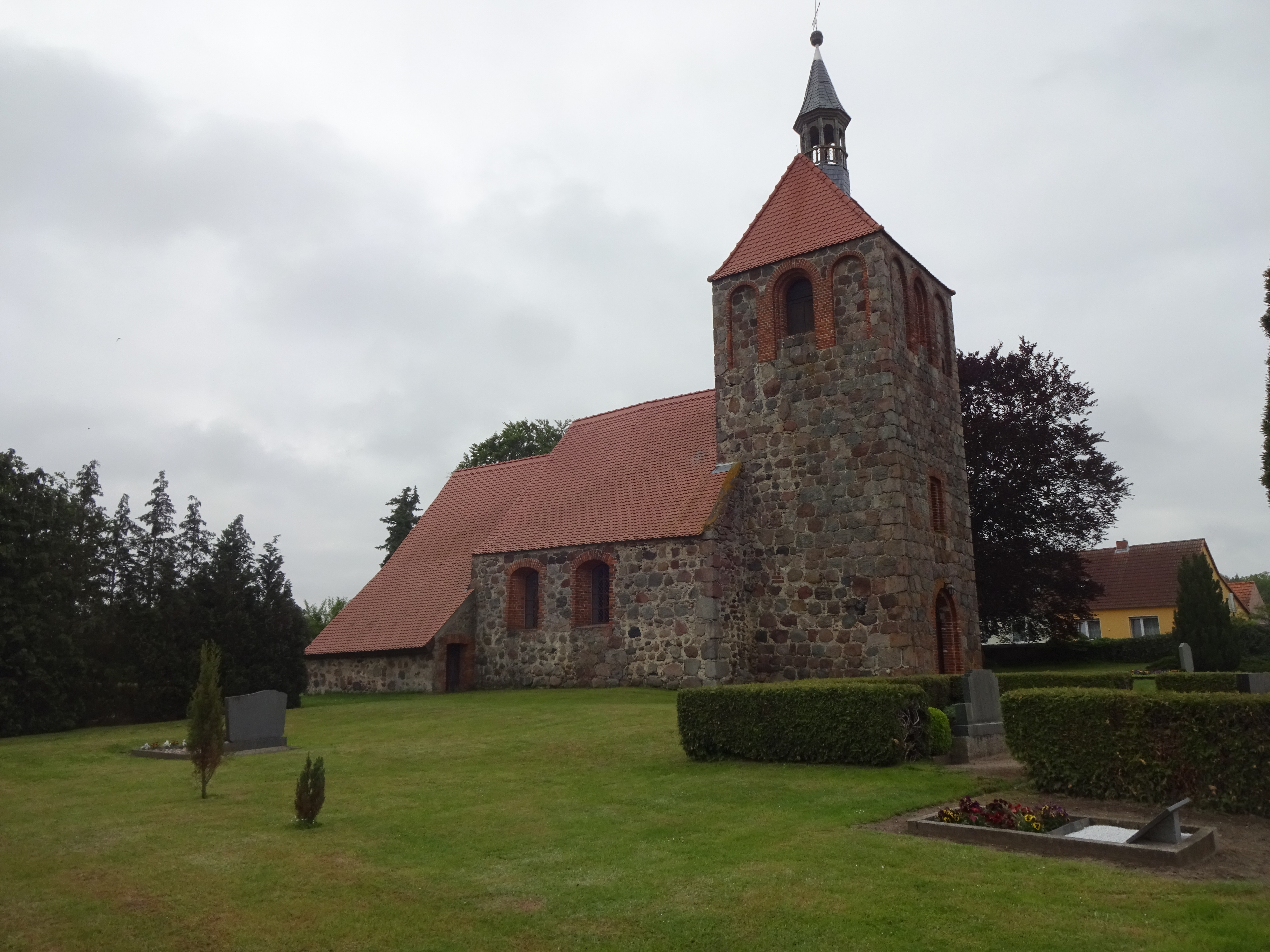
Dorpskerk te Döllnitz
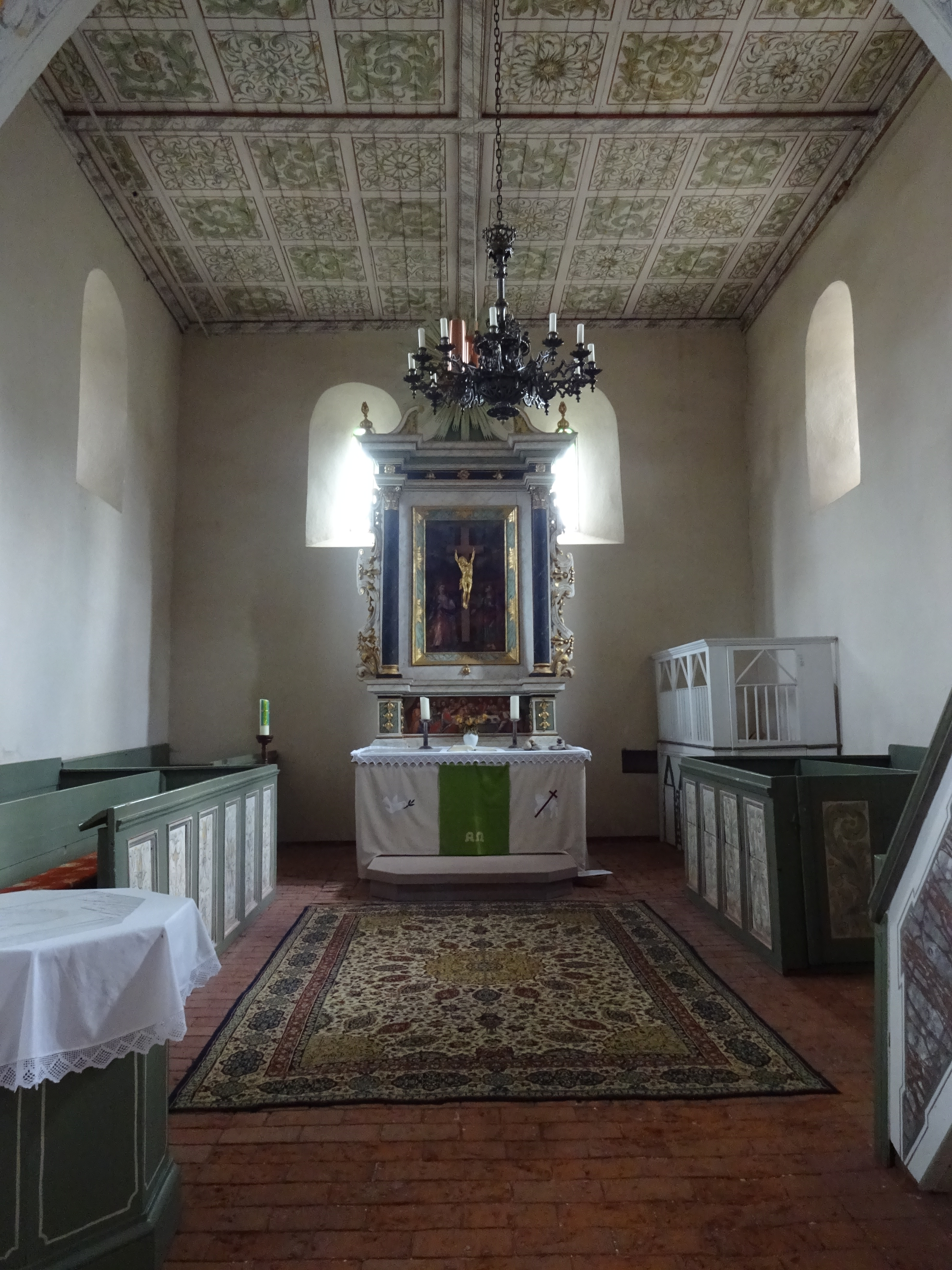
Dorpskerk te Garlipp, interieur
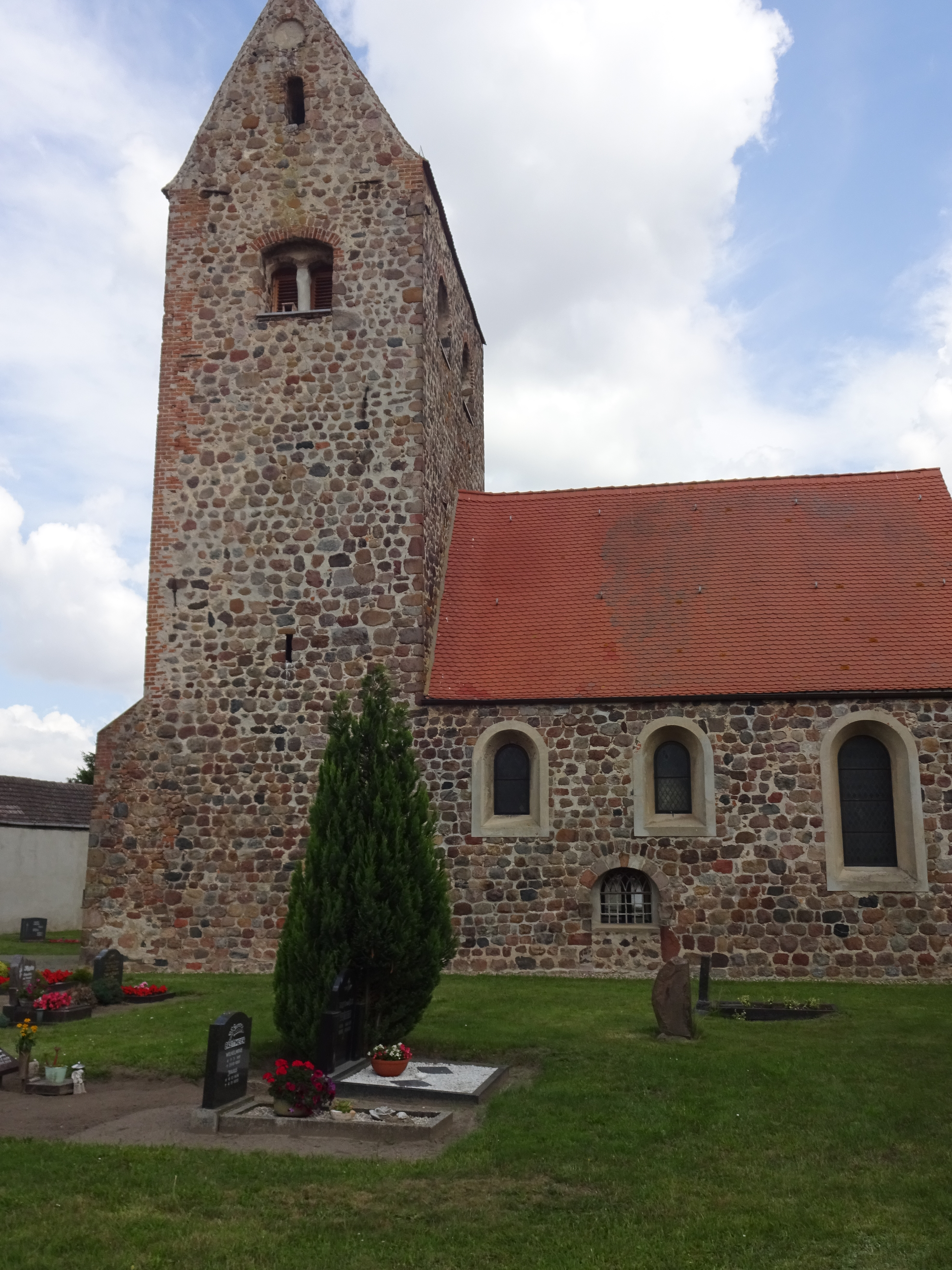
Dorpskerk te Grassau
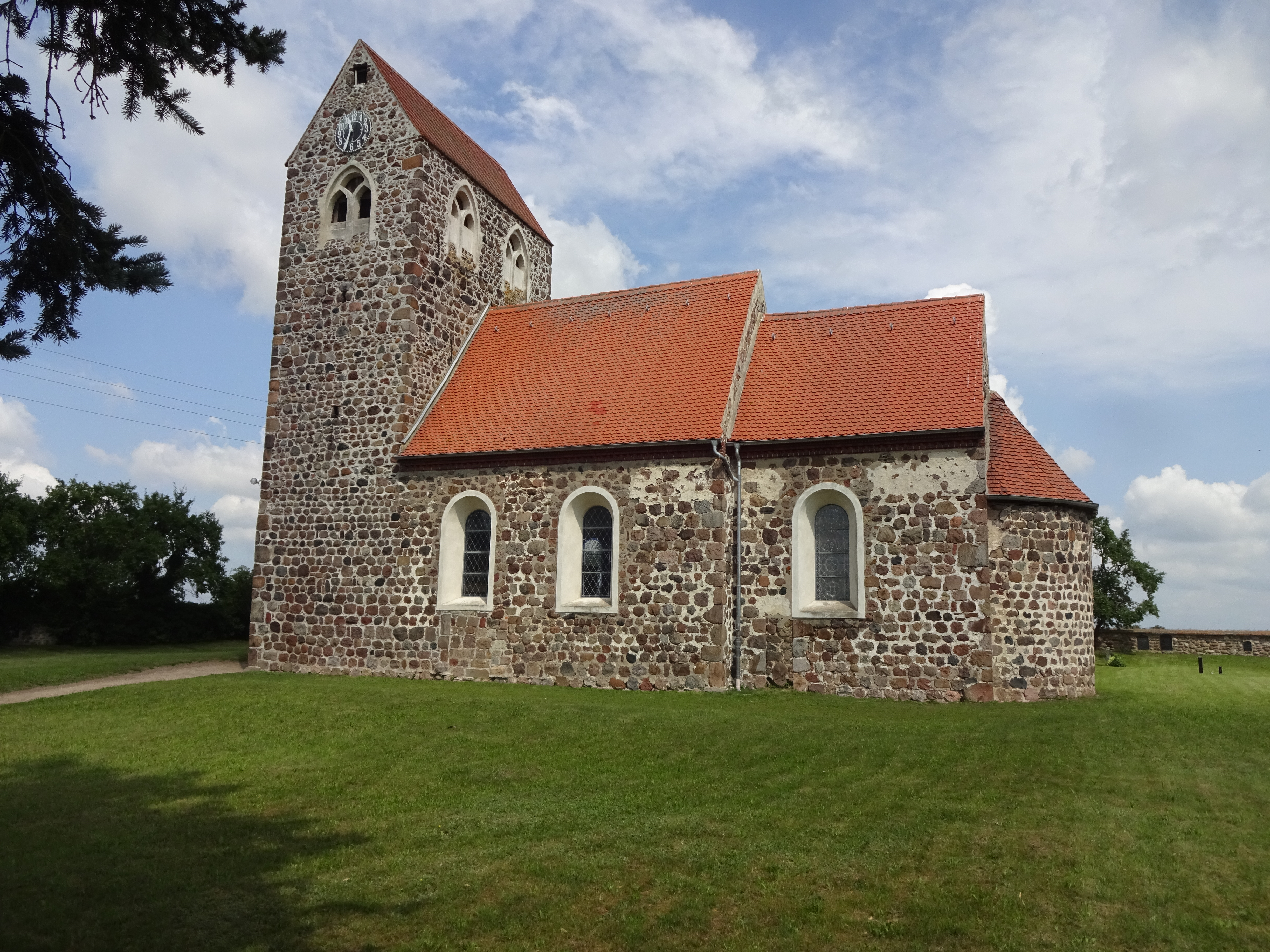
Dorpskerk te Grävenitz
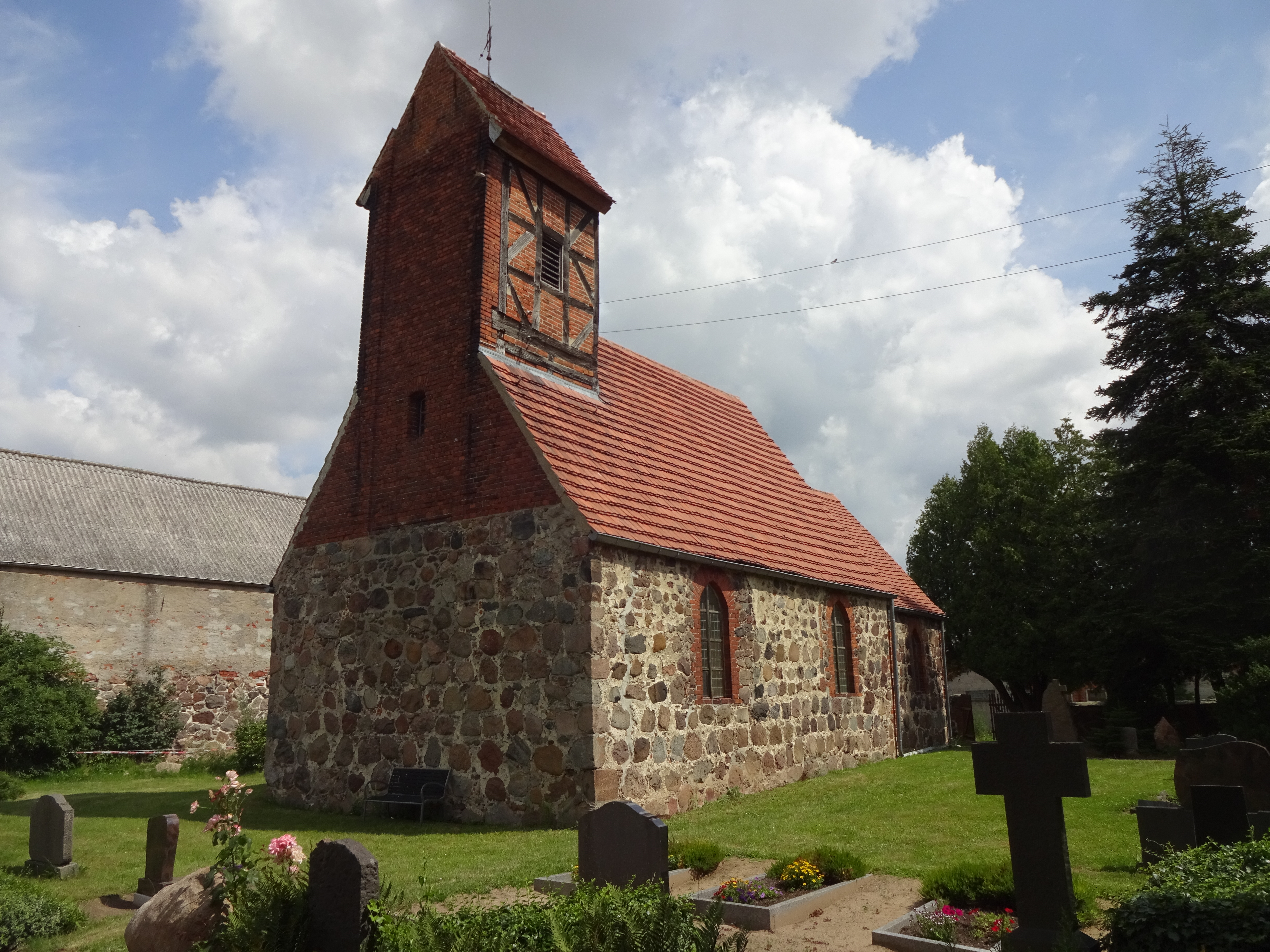
Dorpskerk te Grünenwulsch
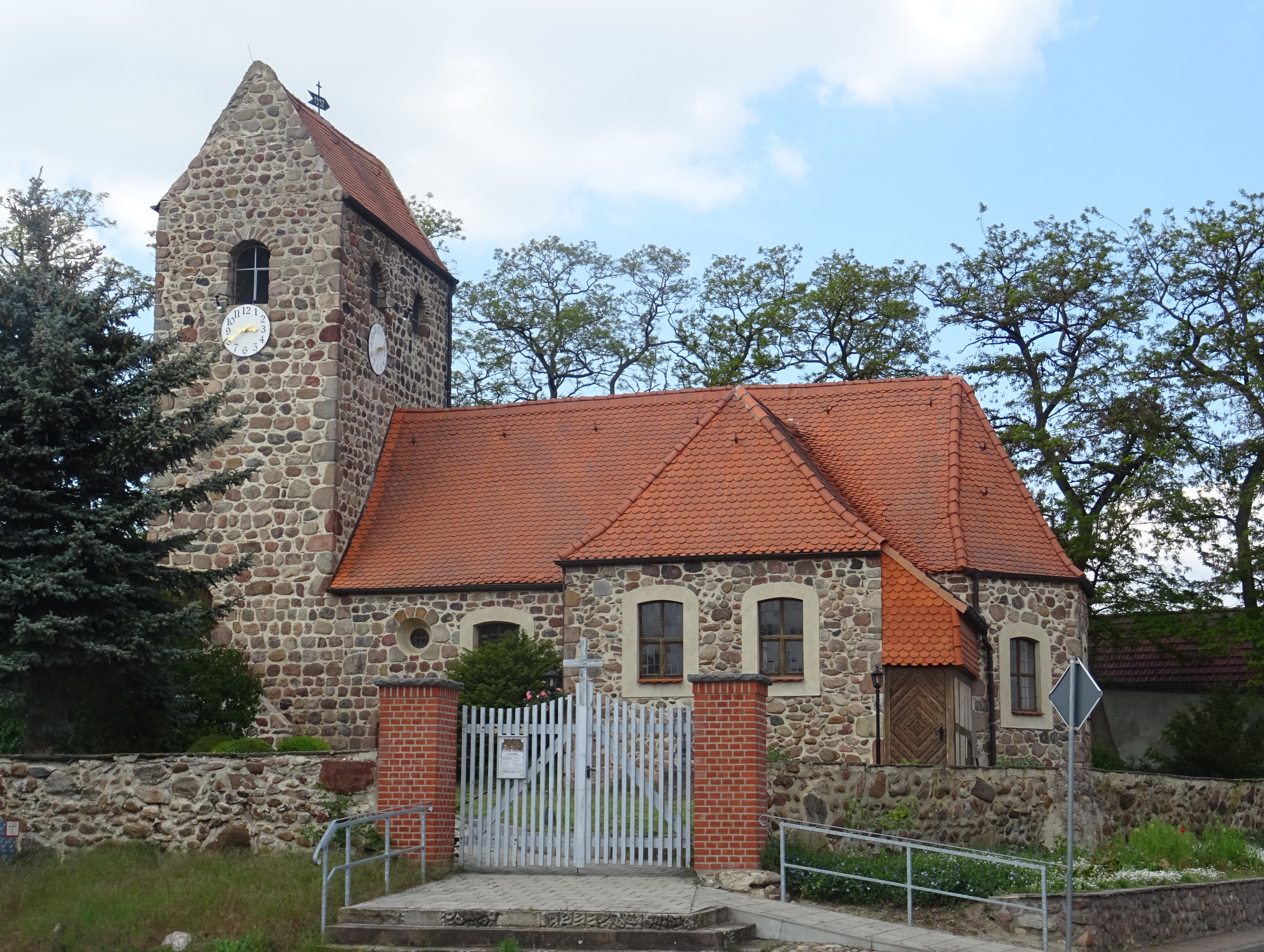
Dorpskerk te Hohenwulsch
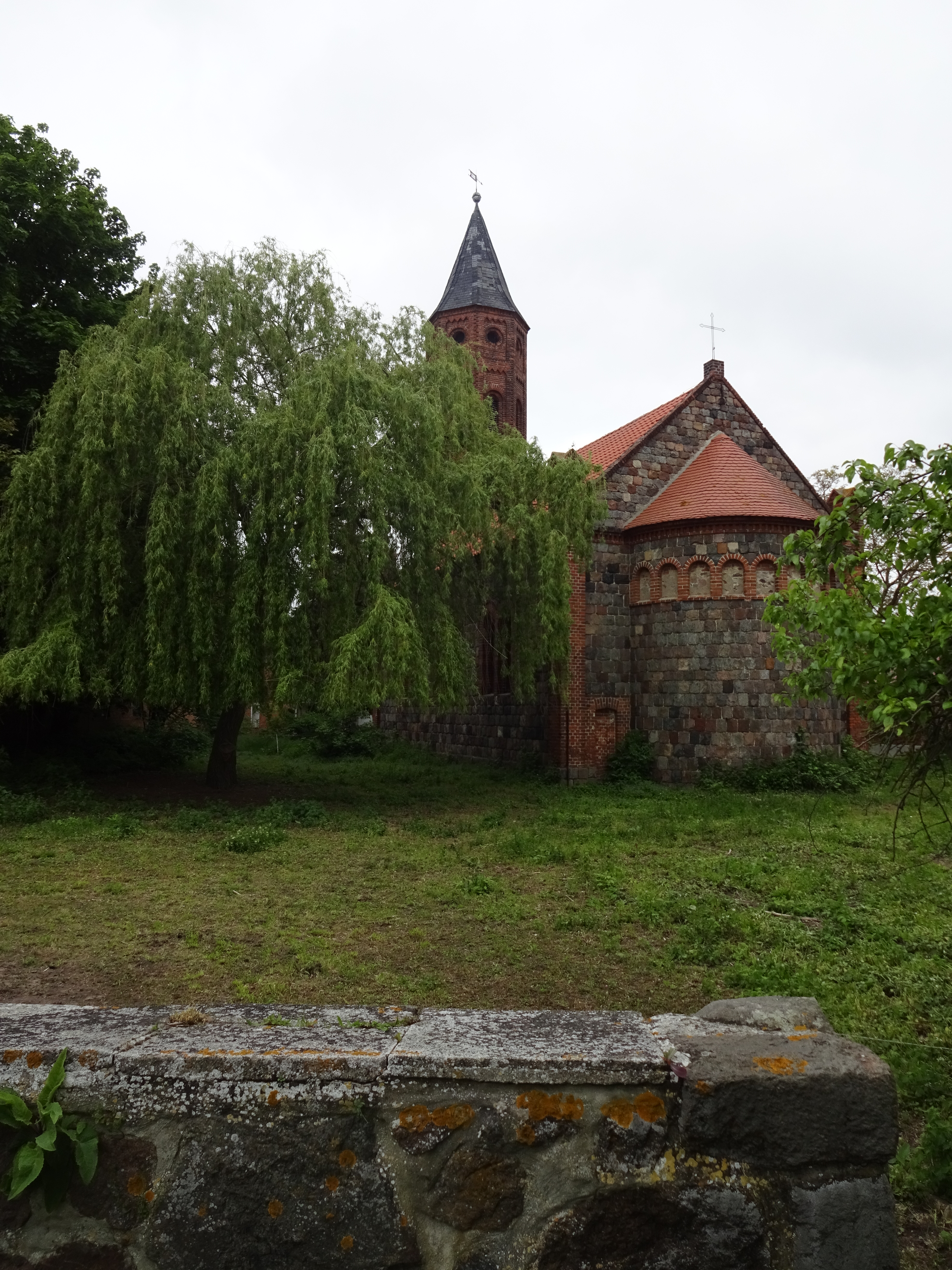
Dorpskerk te Holzhausen
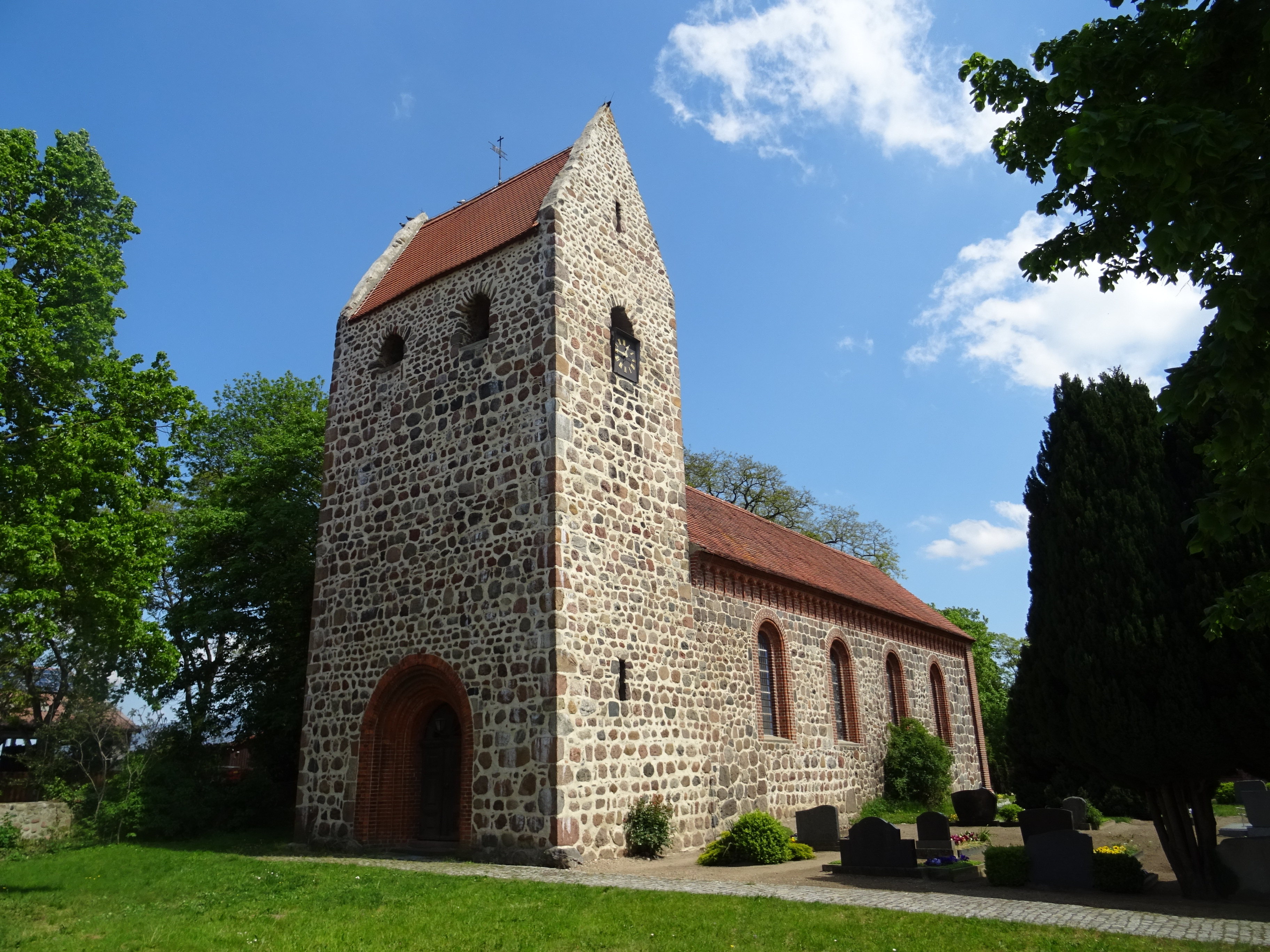
Dorpskerk te Käthen
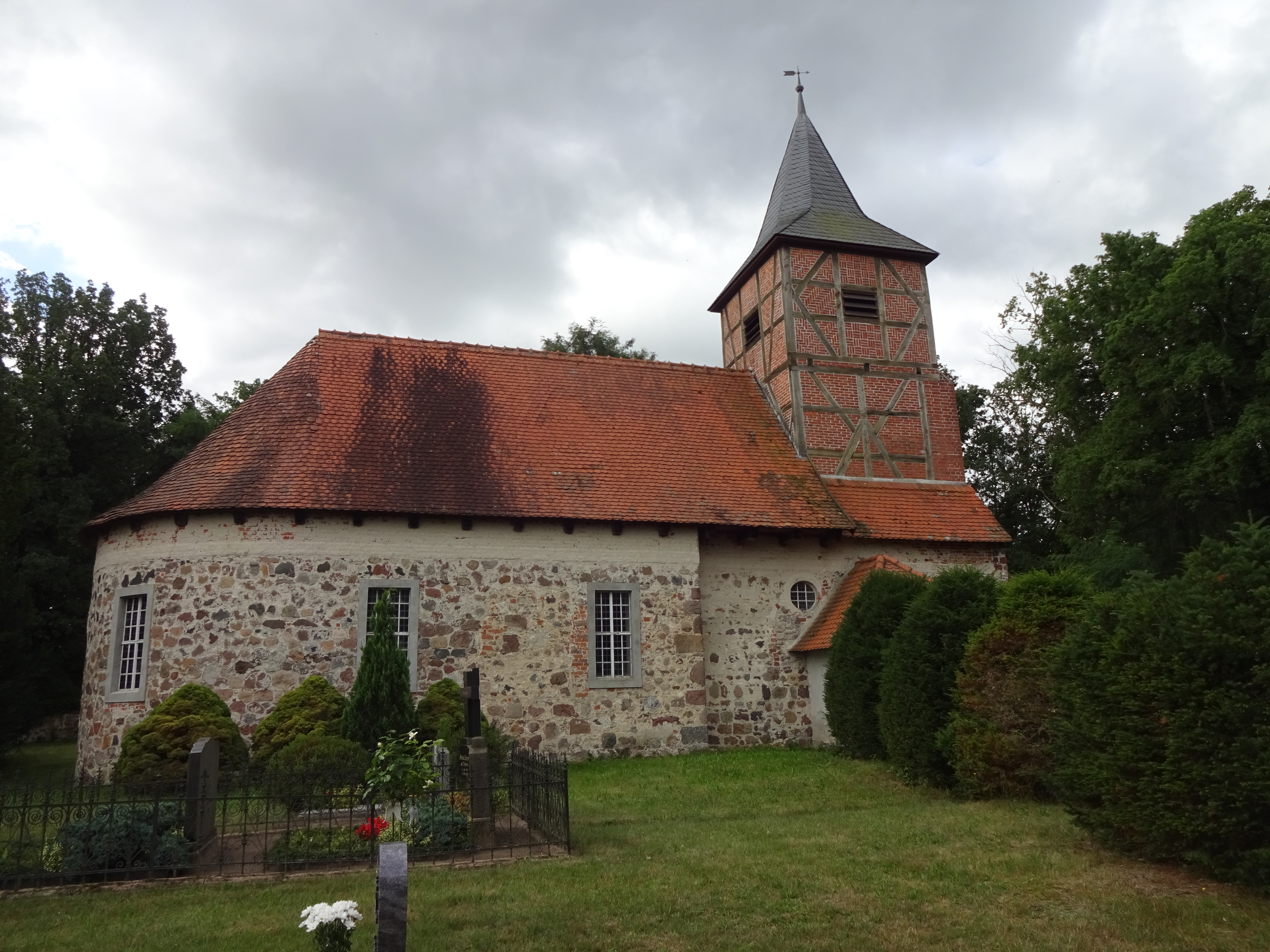
Dorpskerk te Klinke
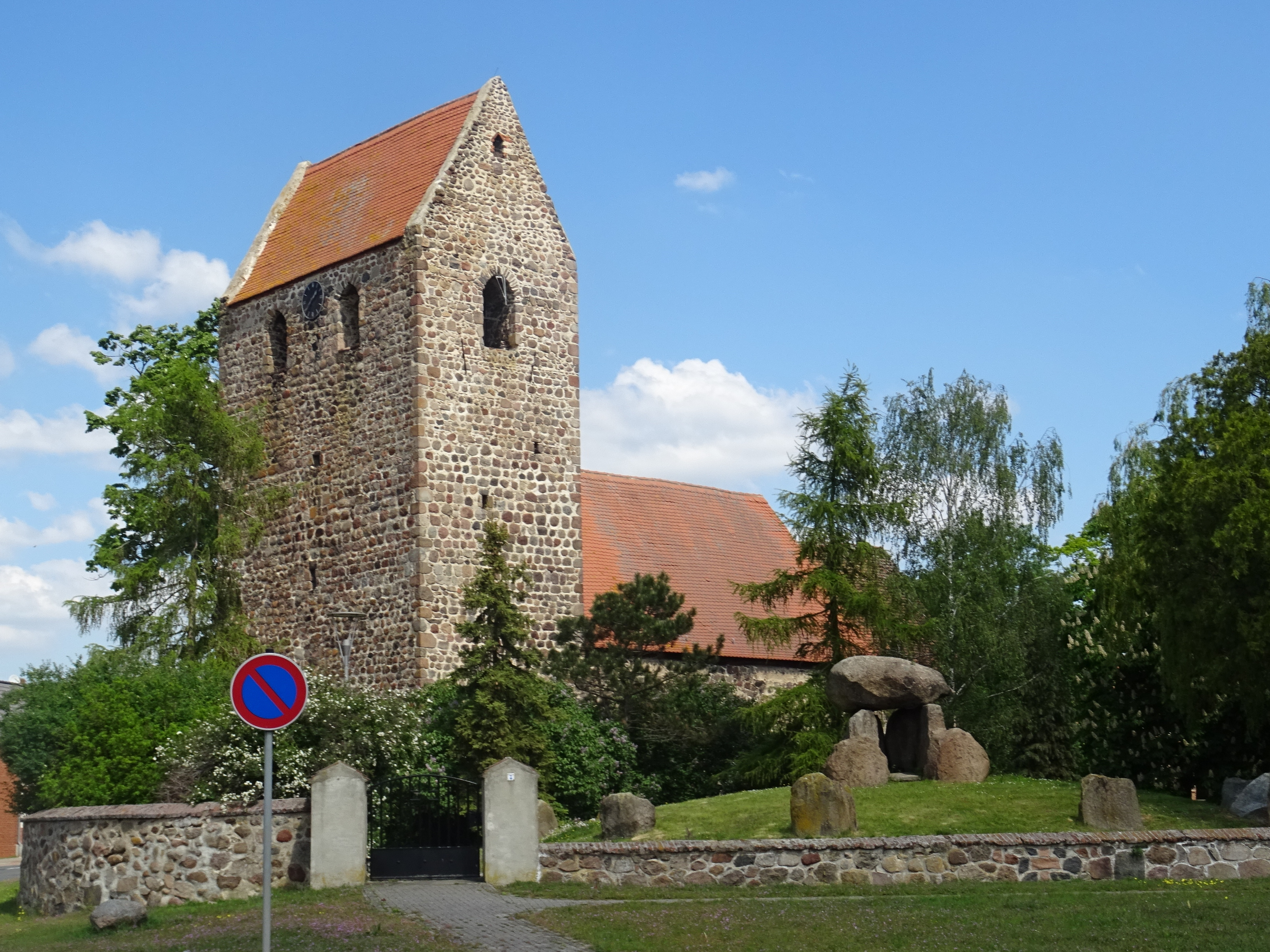
Dorpskerk te Kläden
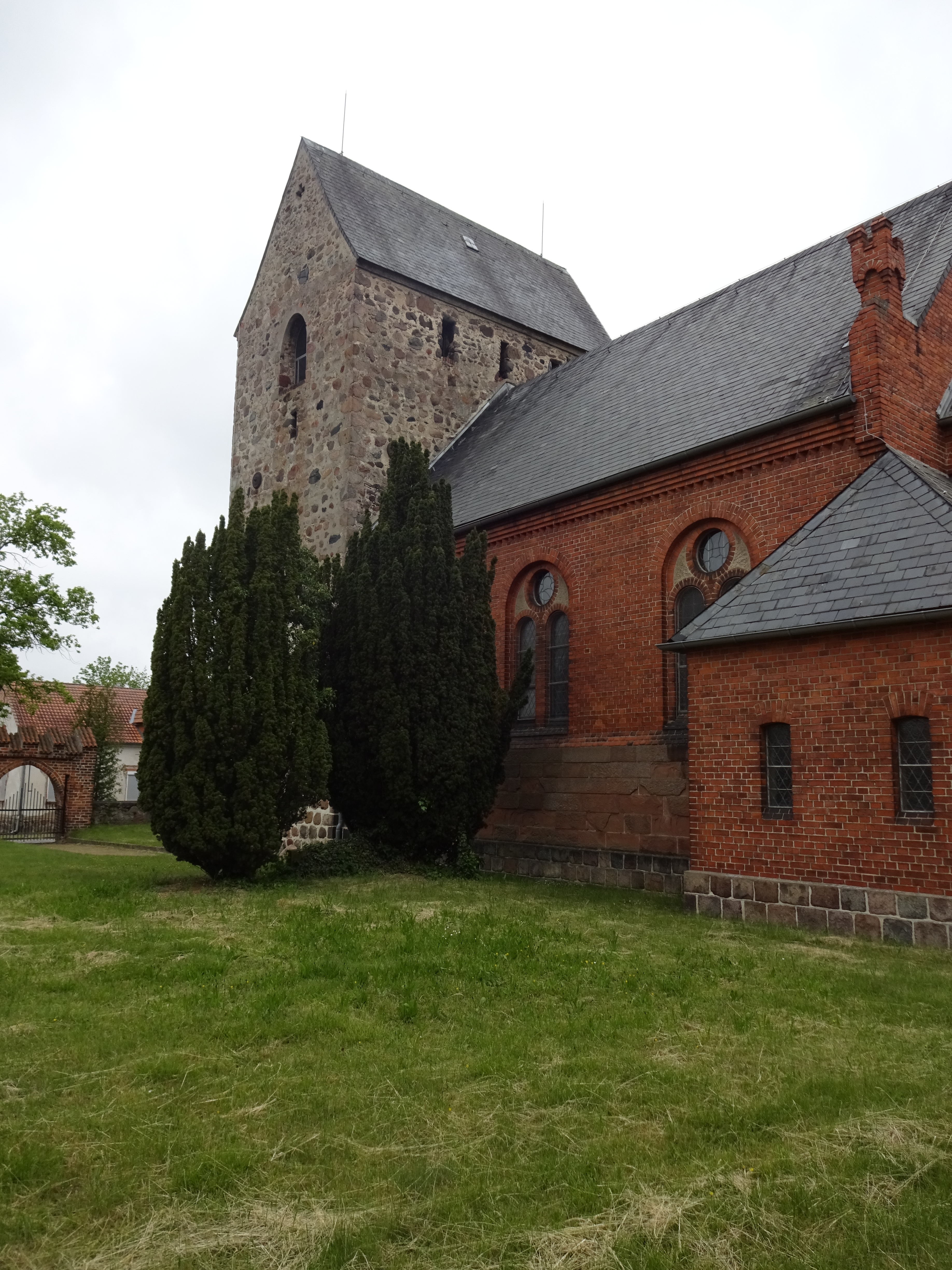
Dorpskerk te Könnigde (toren: 1150; schip: 1898)
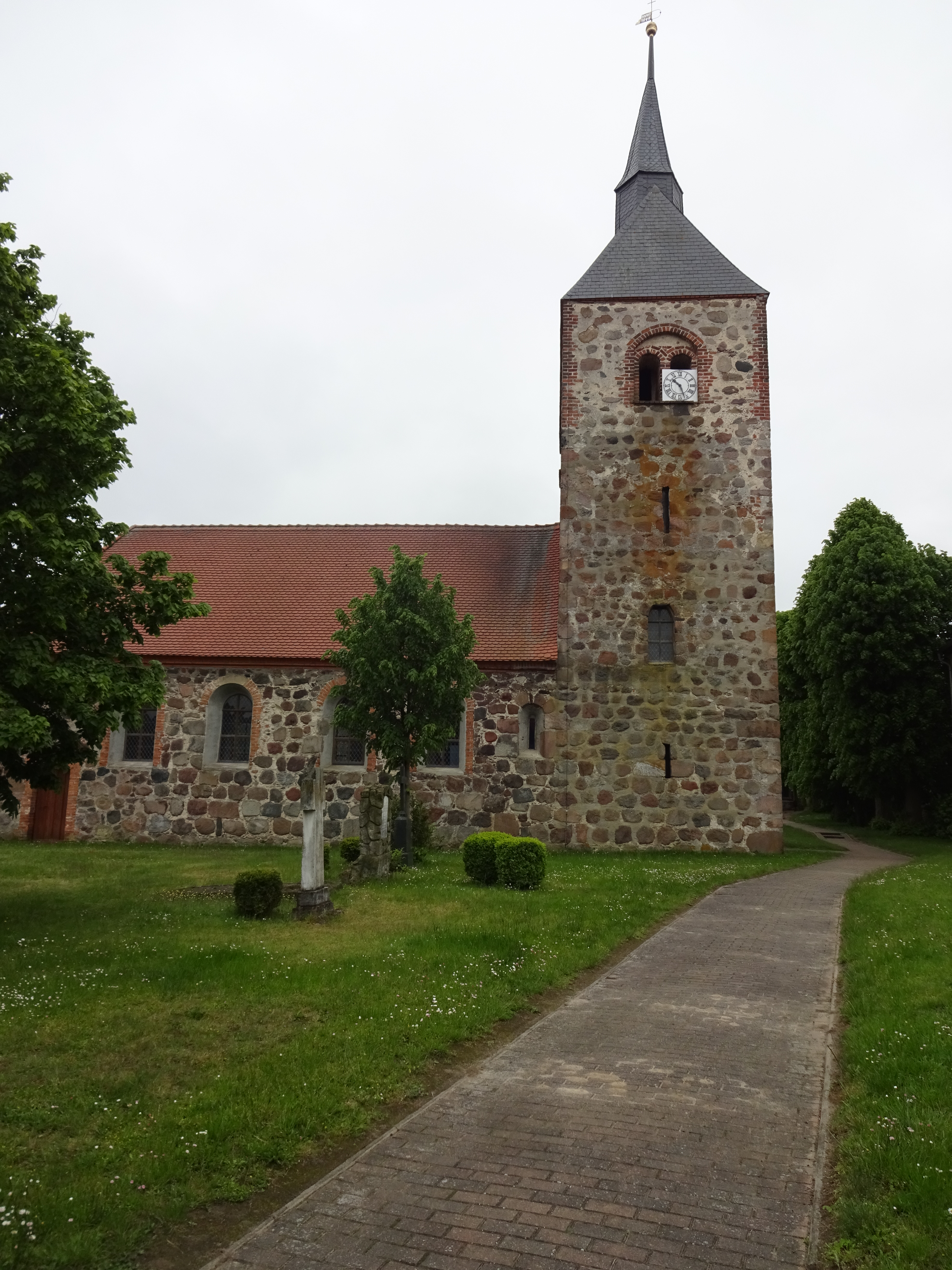
Dorpskerk te Kremkau
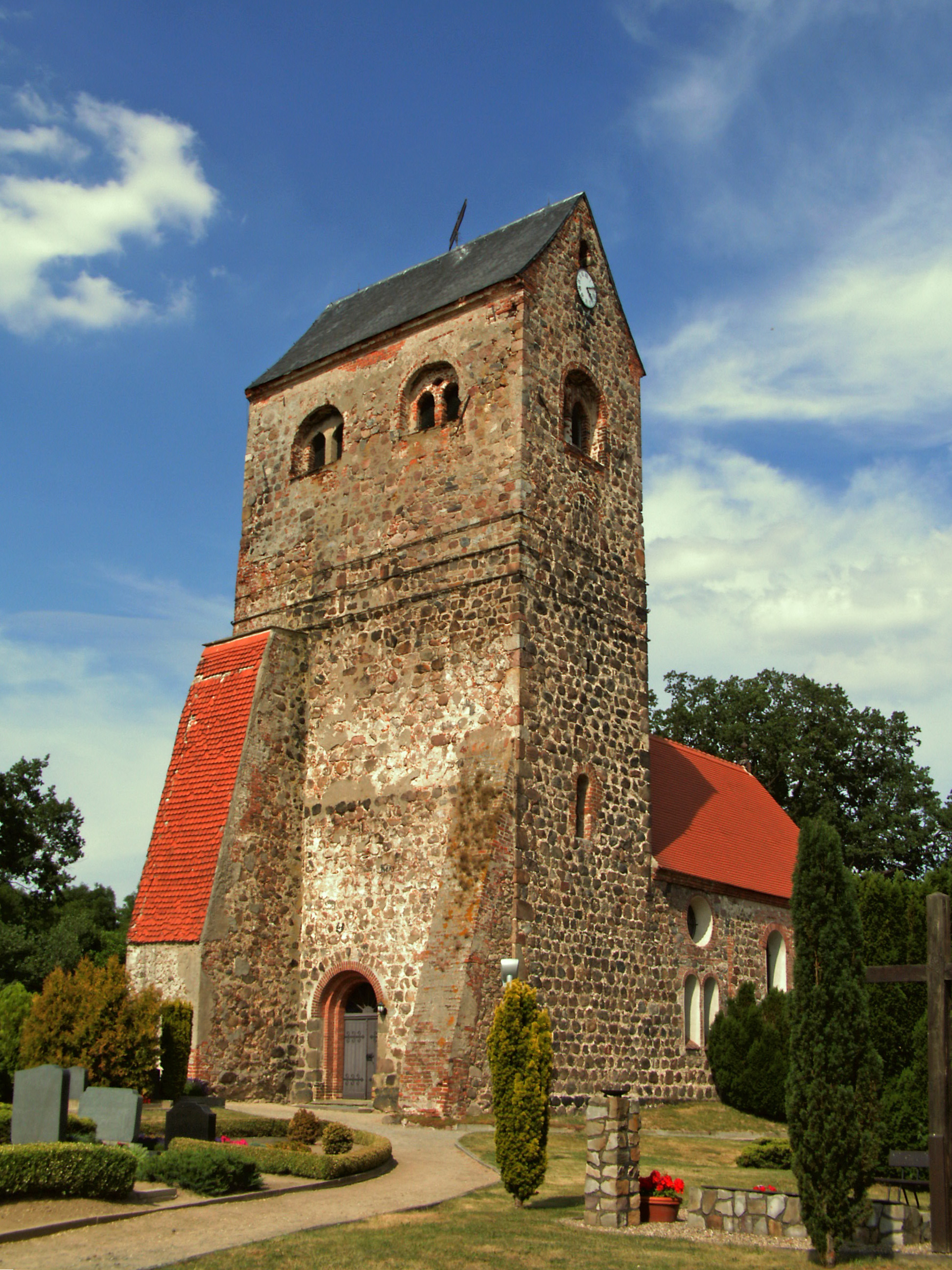
Dorpskerk te Meßdorf
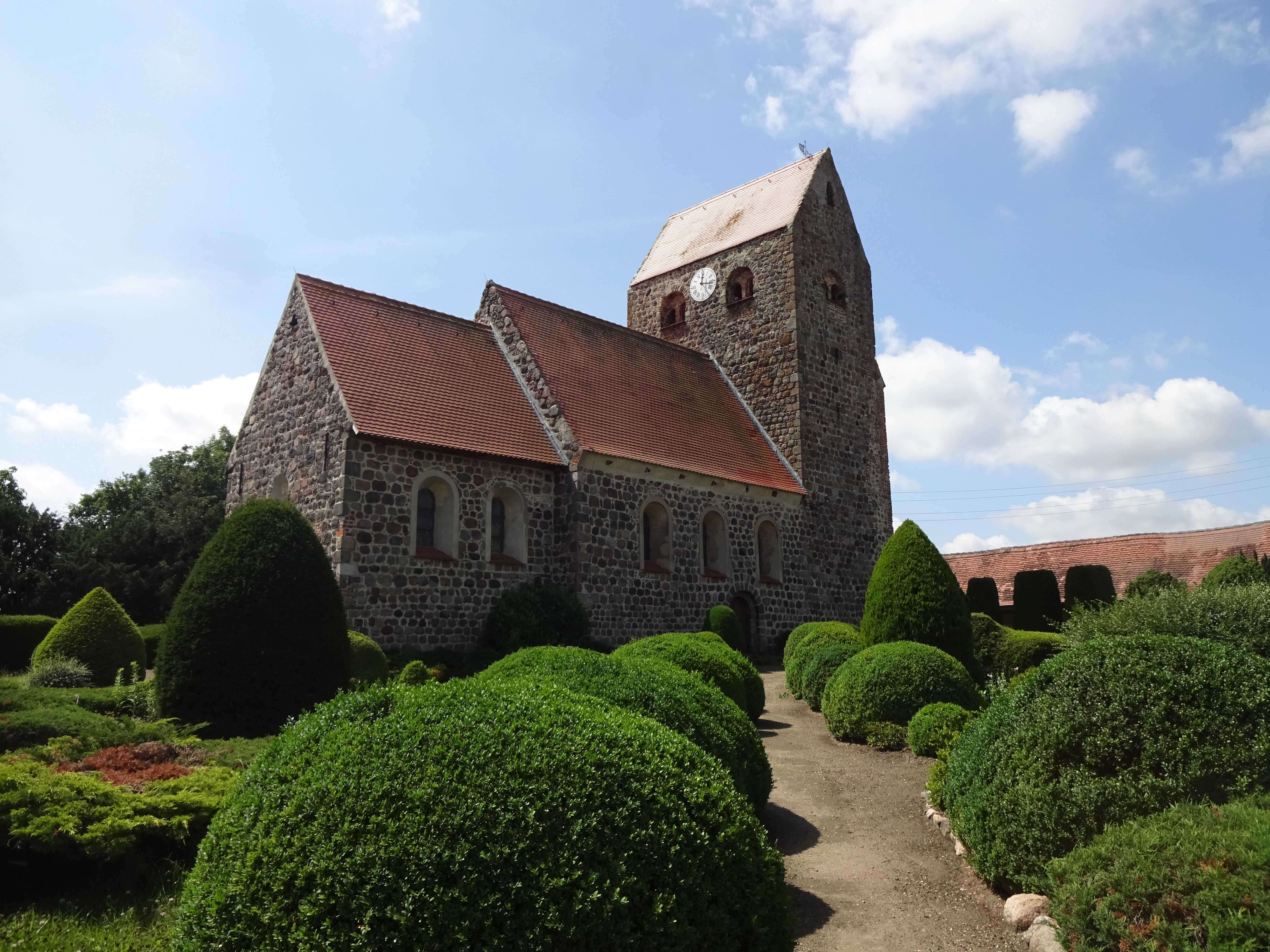
Dorpskerk te Möllenbeck
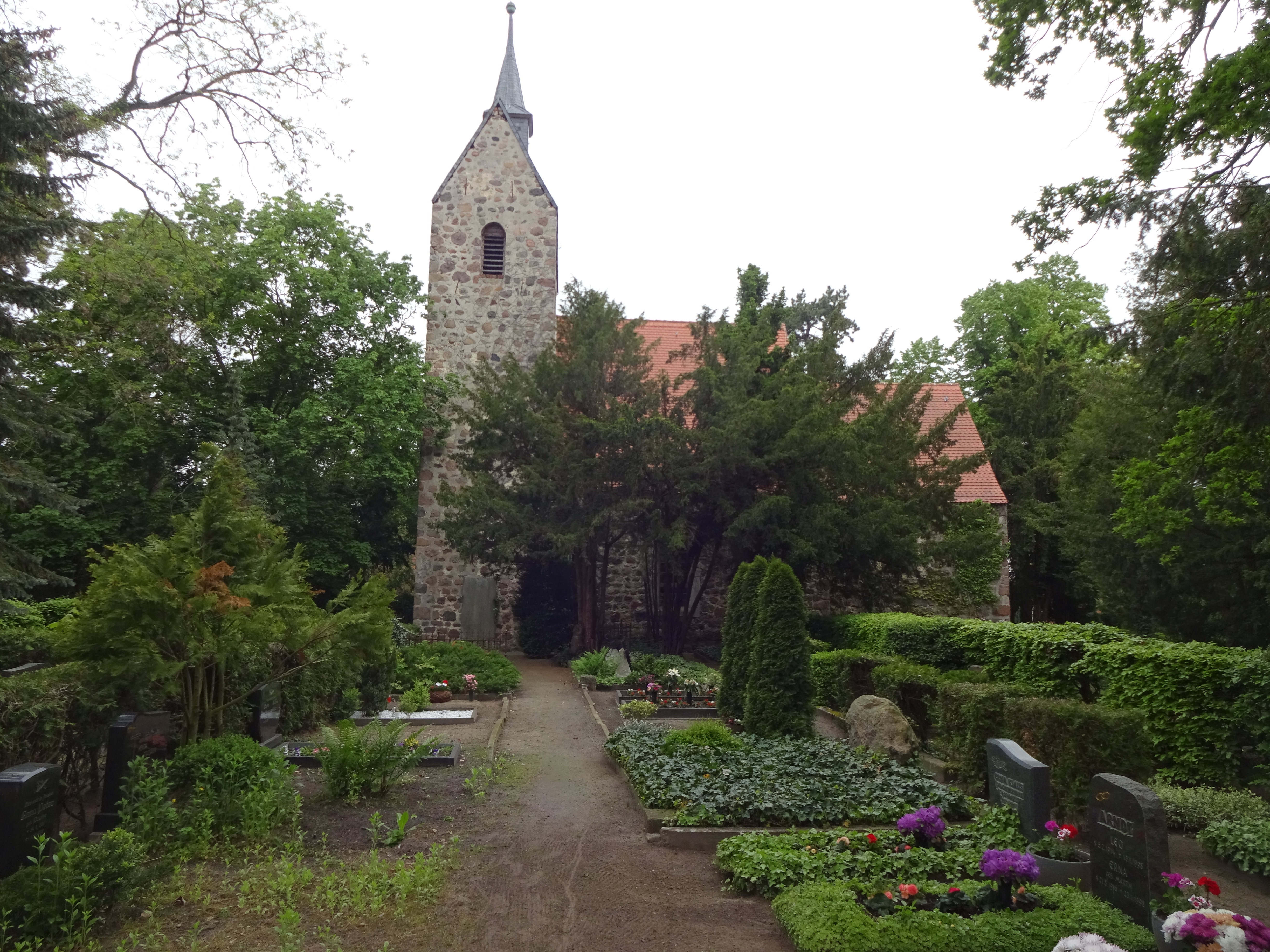
Dorpskerk te Poritz
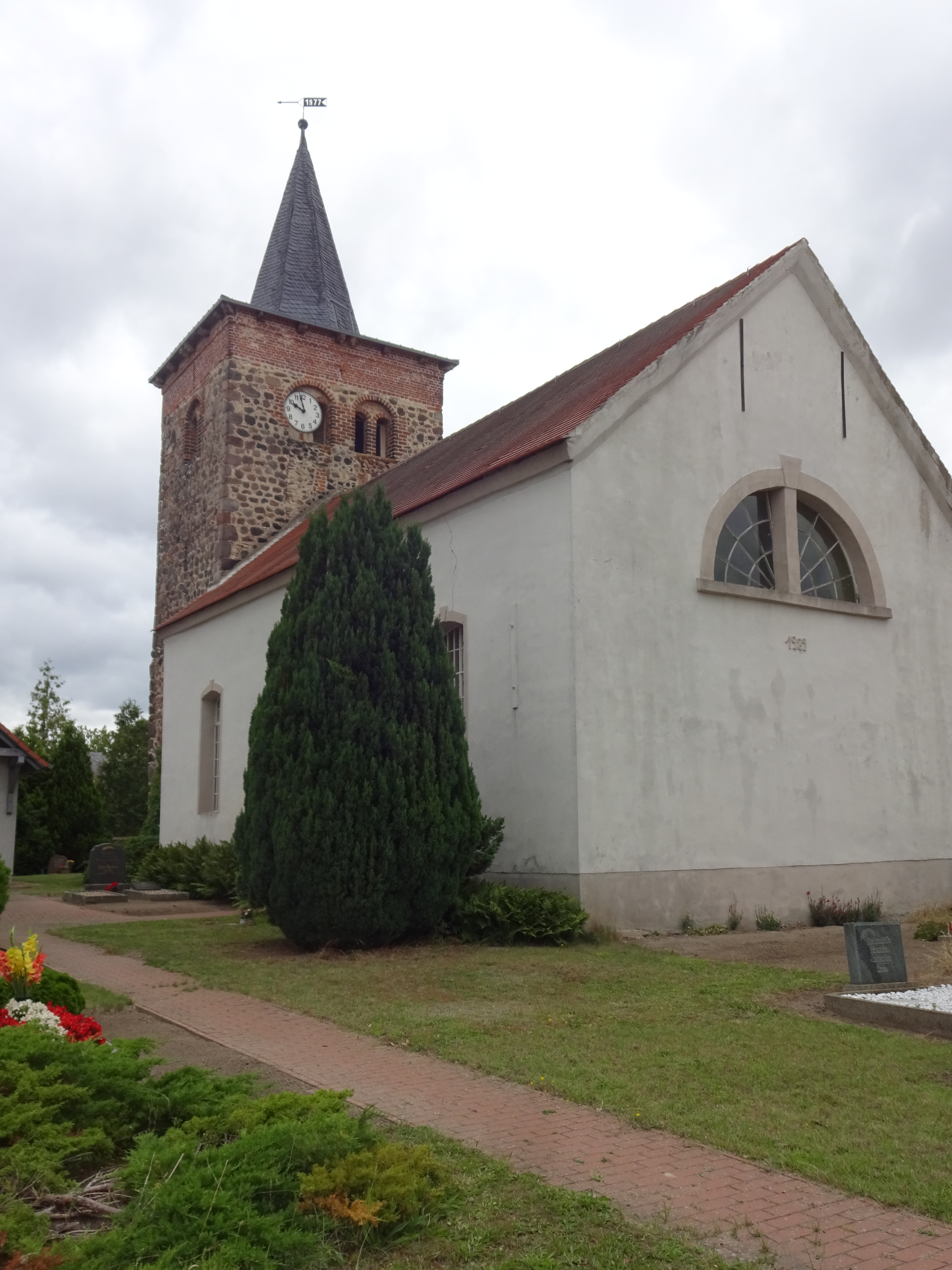
Dorpskerk te Querstedt
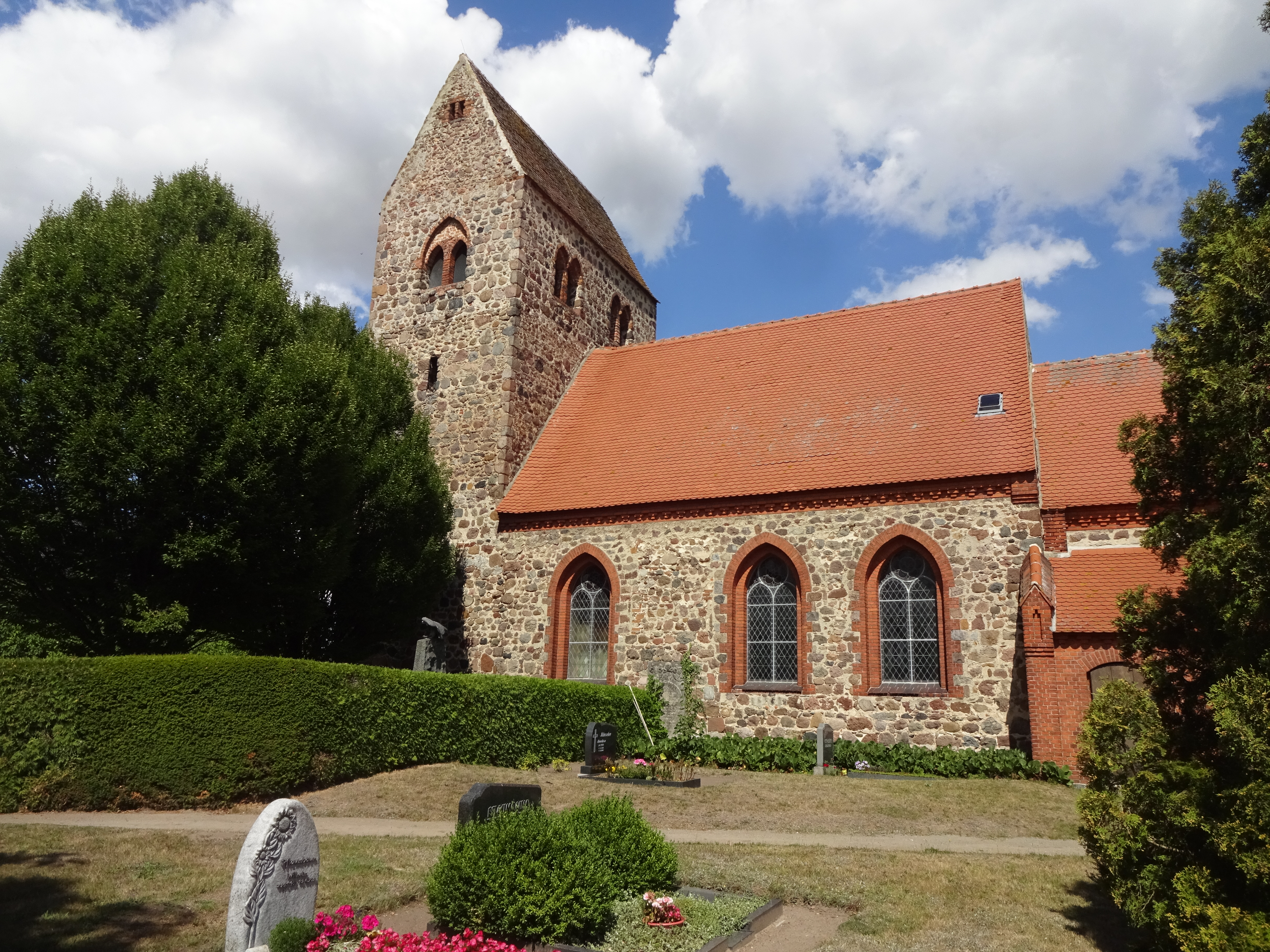
Dorpskerk te Schäplitz (gerenoveerd in 1866)
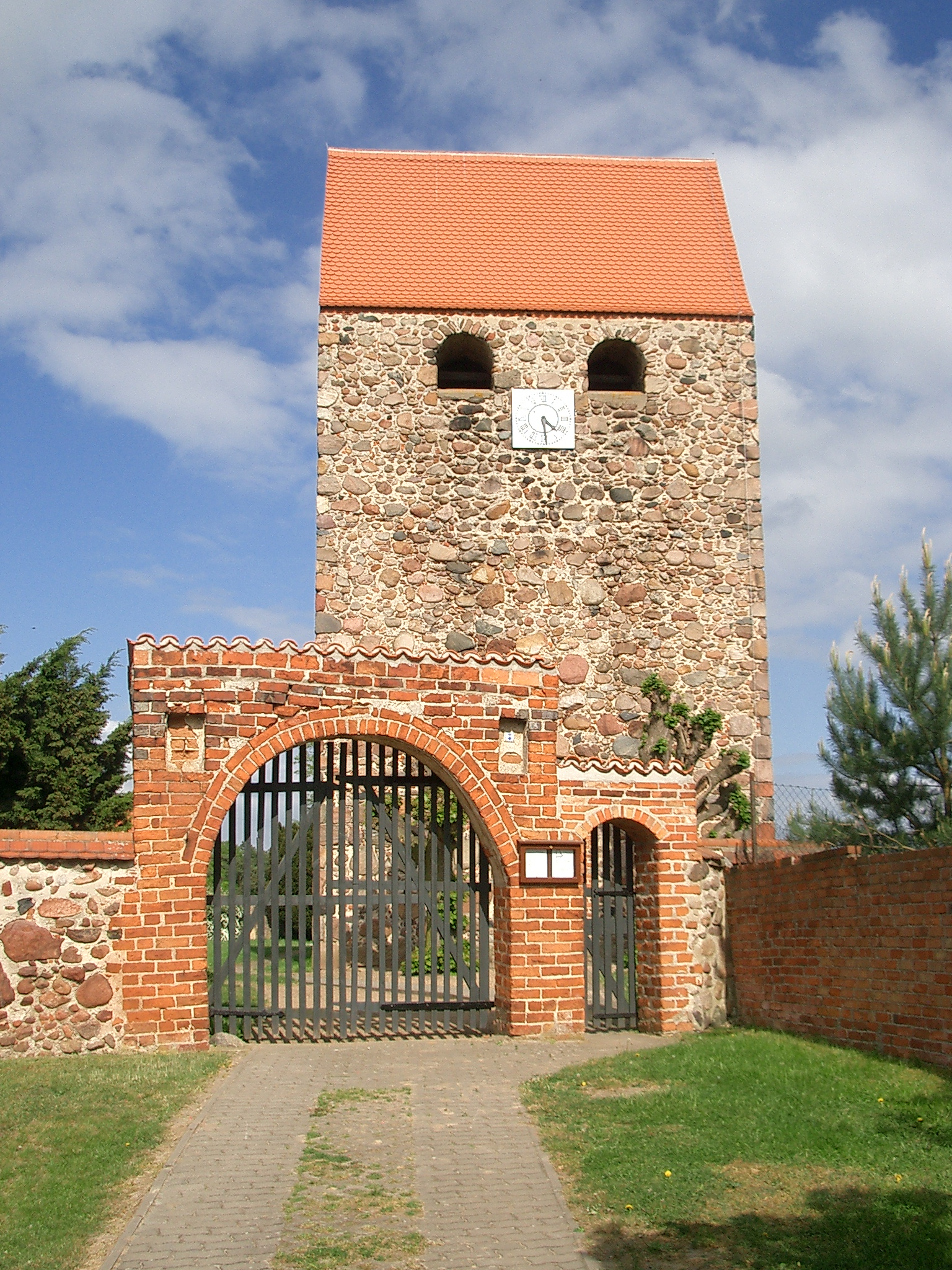
Toren van de dorpskerk te Schernikau
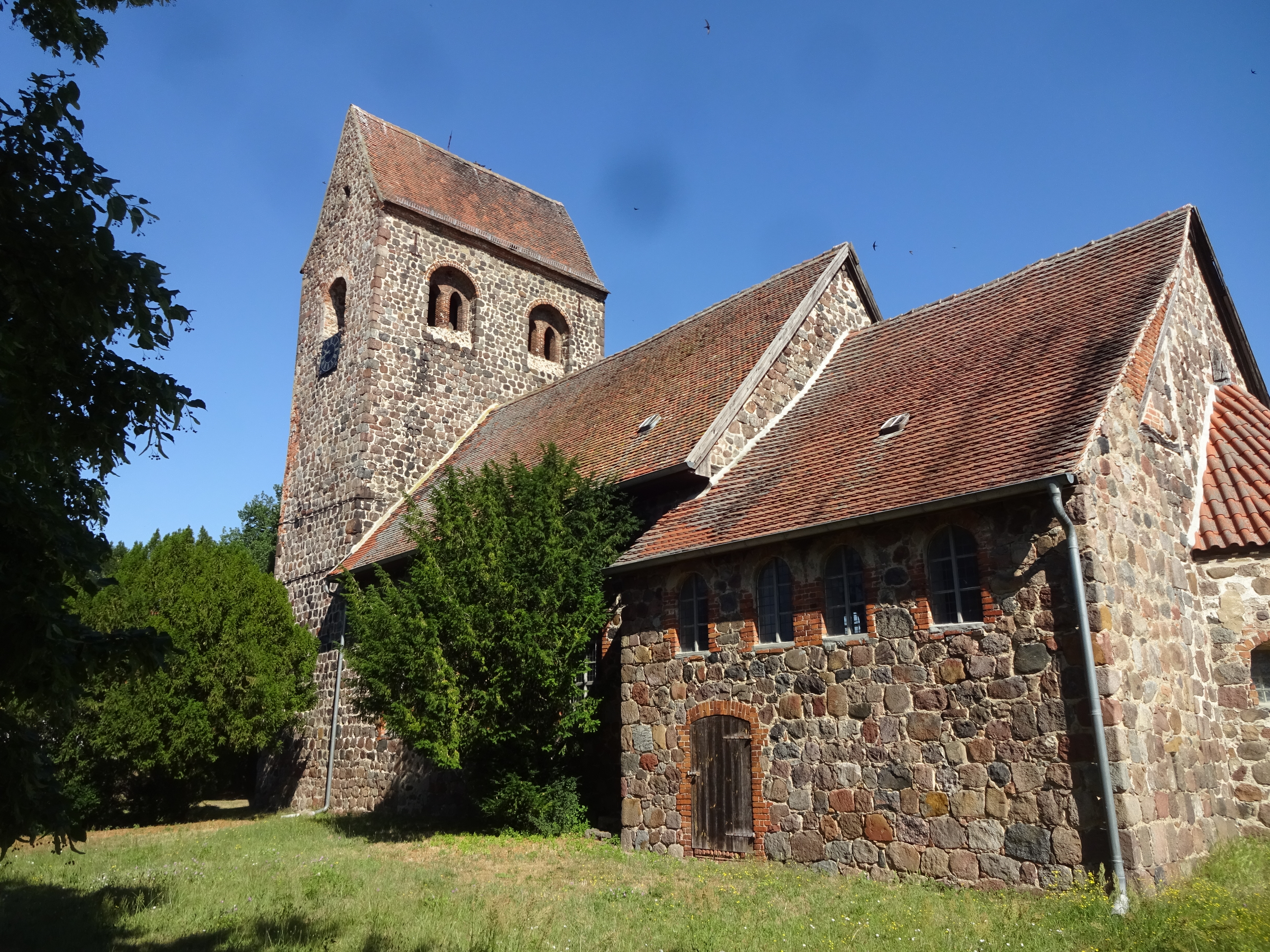
Dorpskerk te Schinne
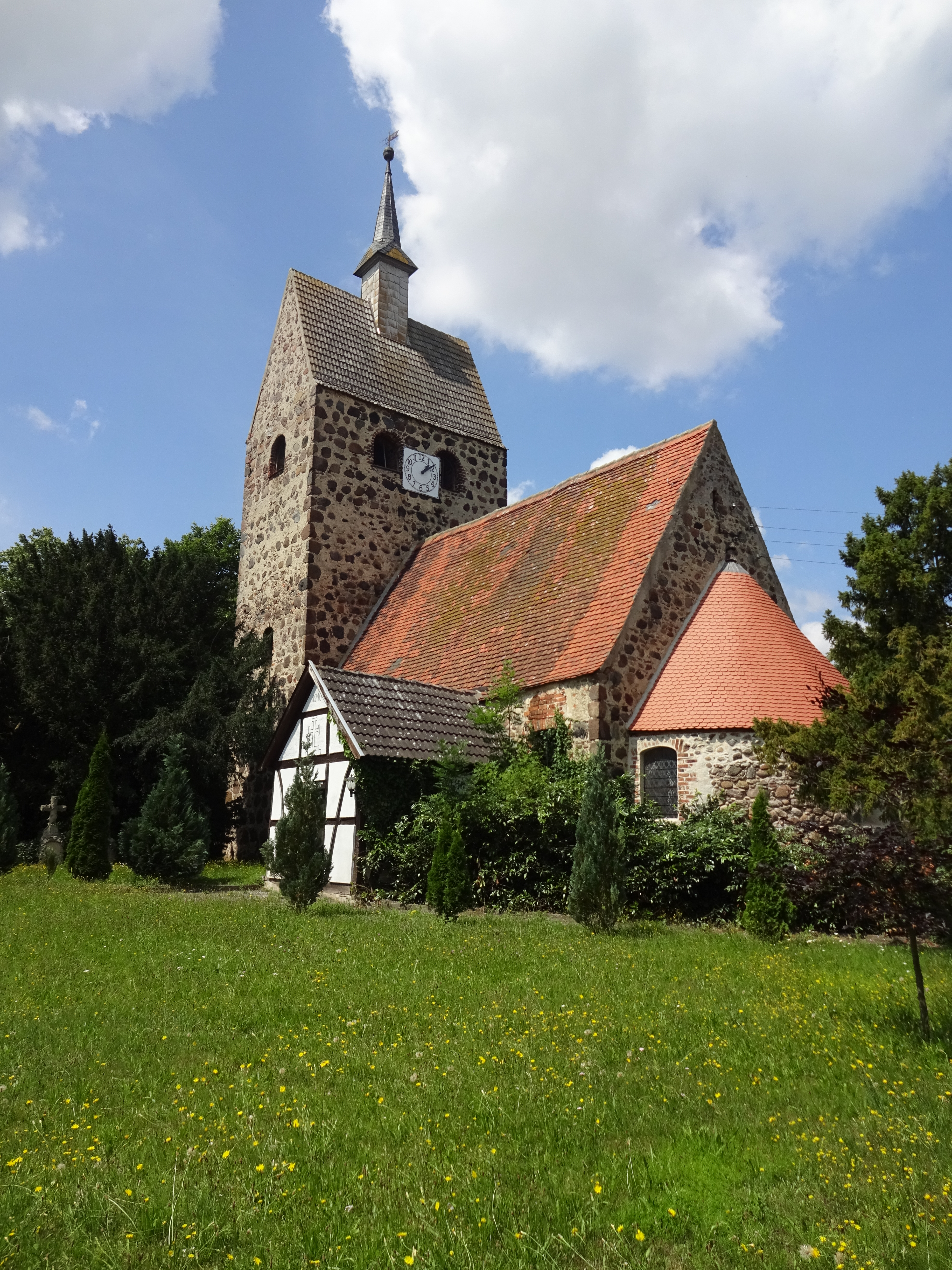
Dorpskerk te Schönebeck
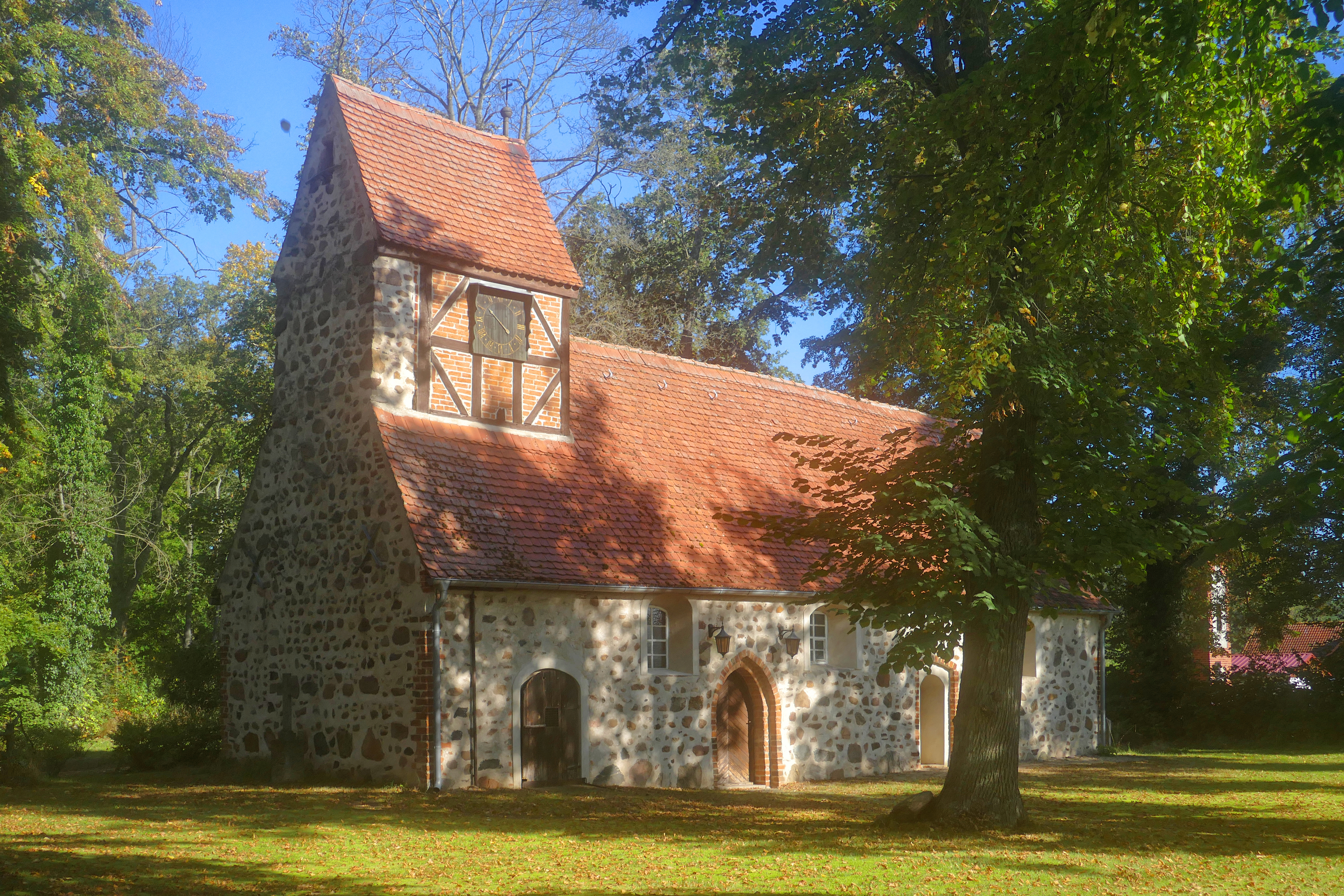
Dorpskerk te Schönfeld
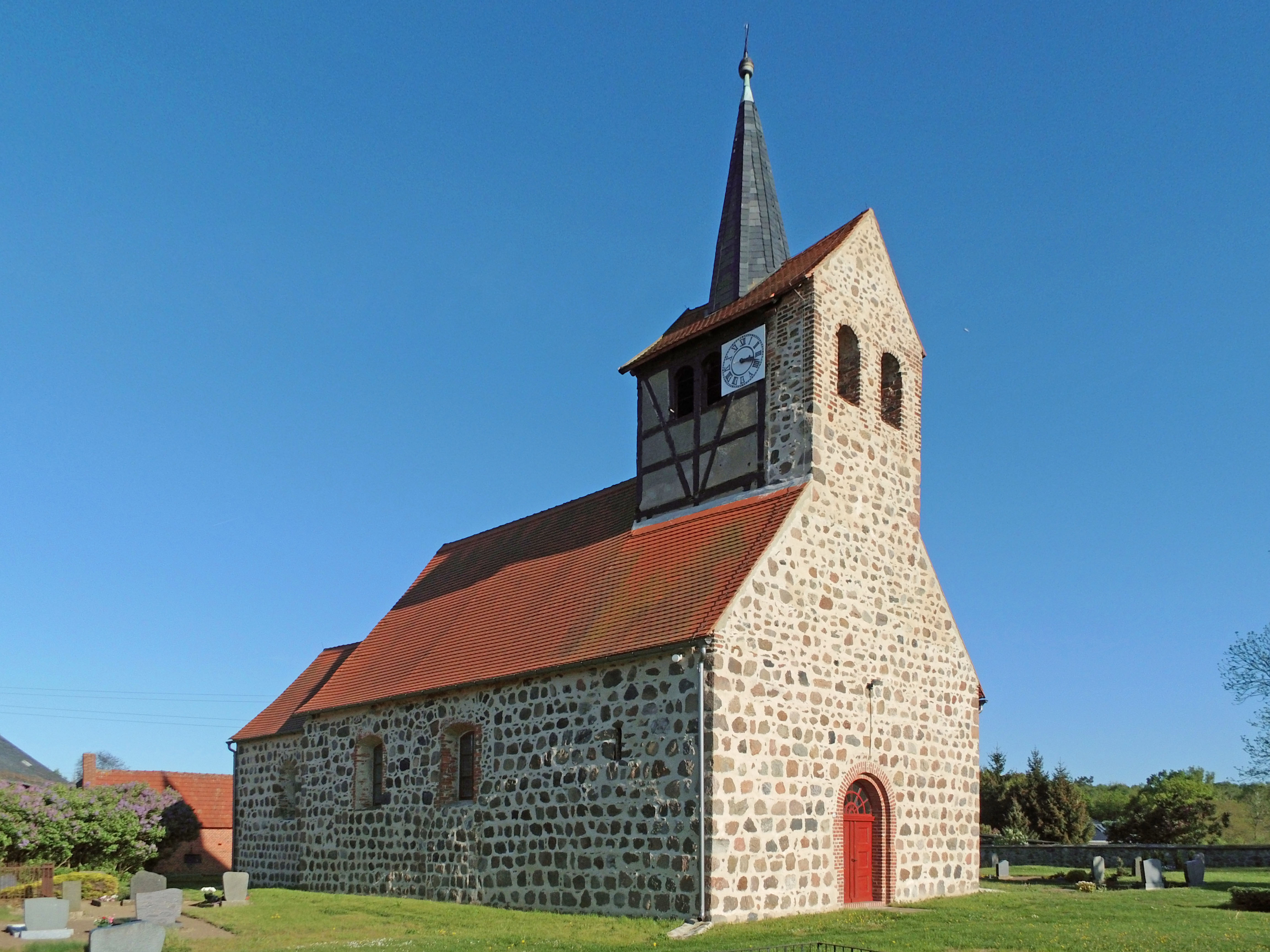
Dorpskerk te Schorstedt
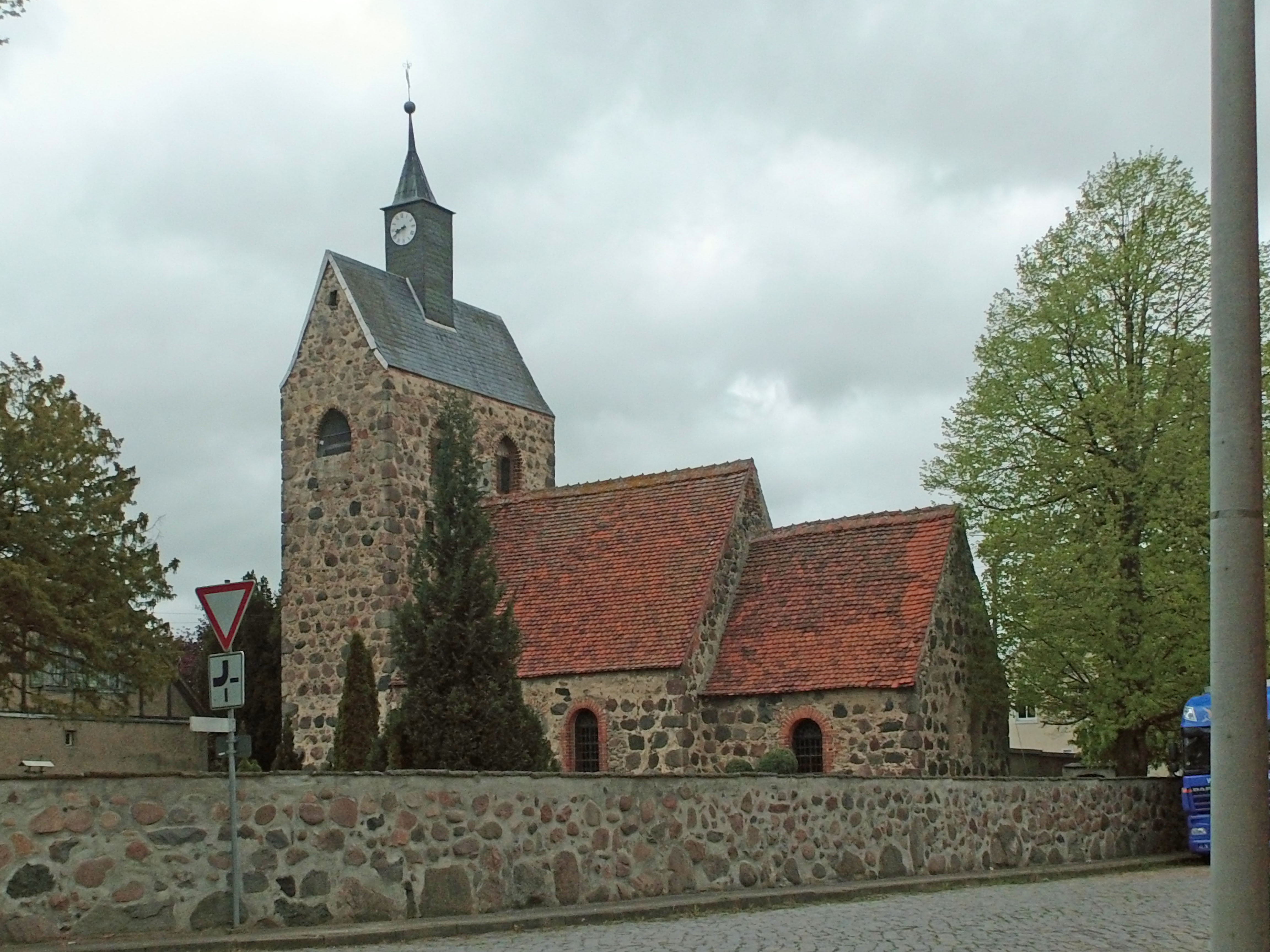
Dorpskerk te Späningen
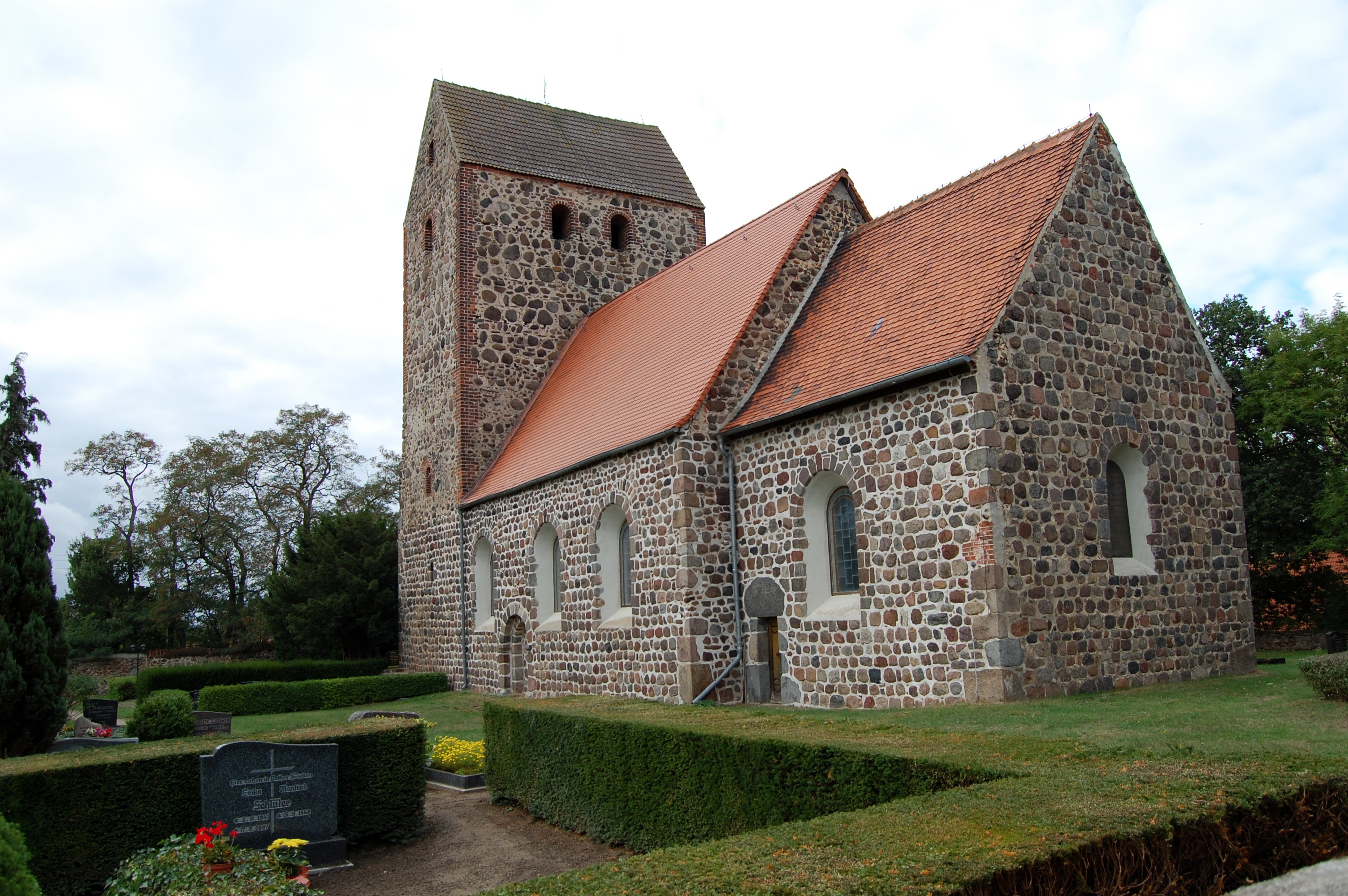
Dorpskerk te Steinfeld
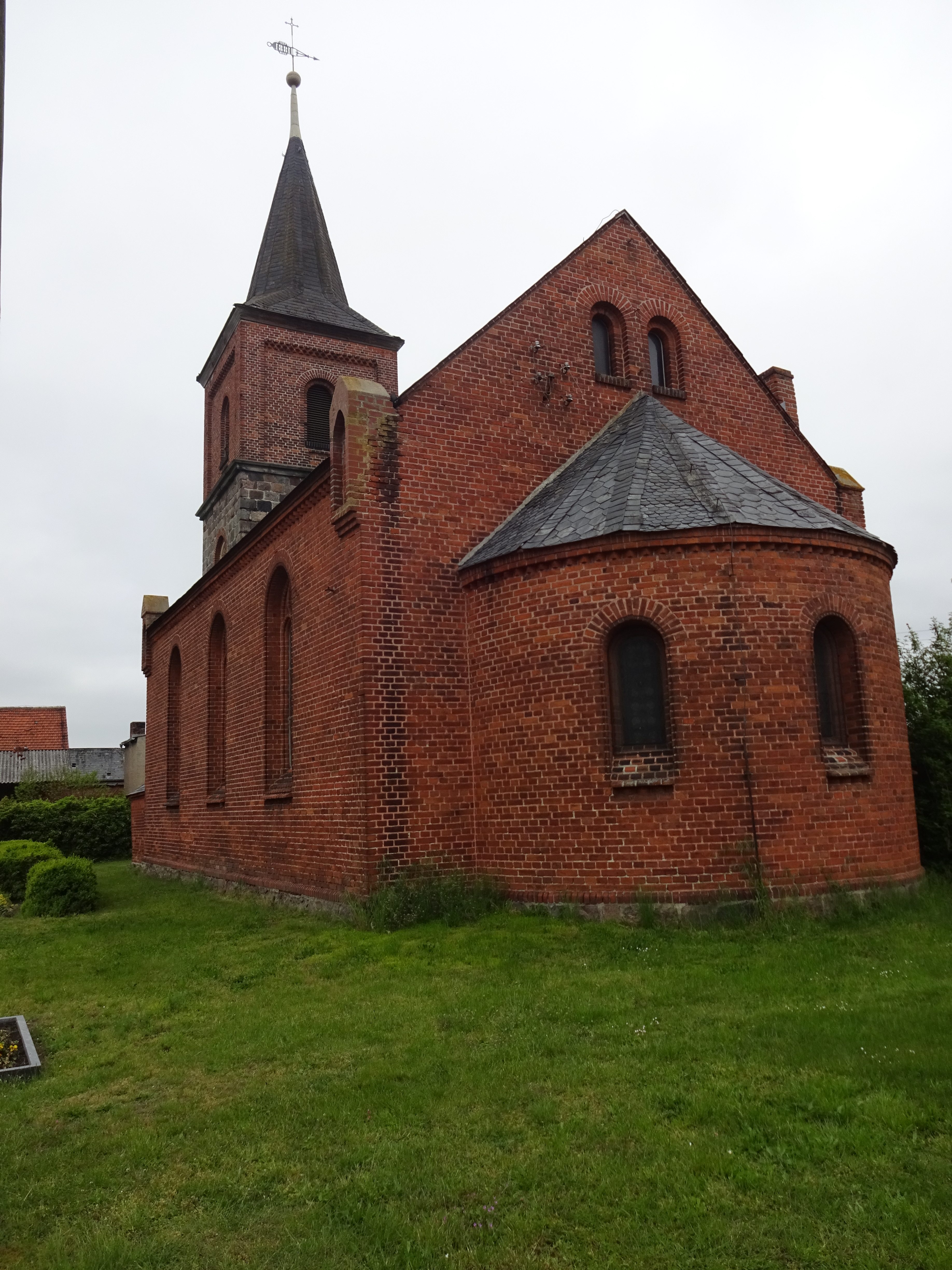
Dorpskerk te Wartenberg

### Overige

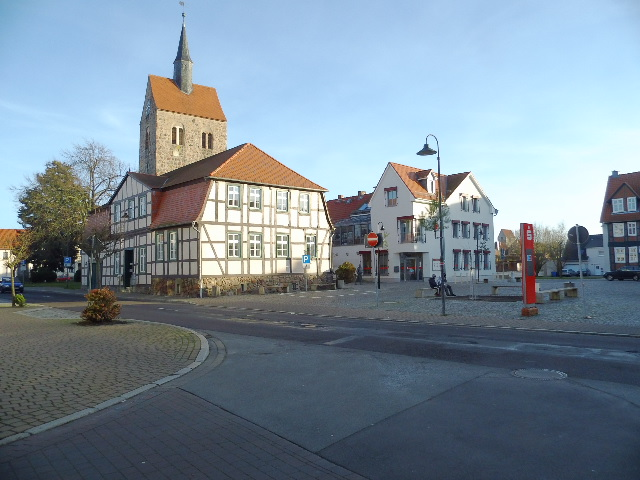
Marktplein in Bismark
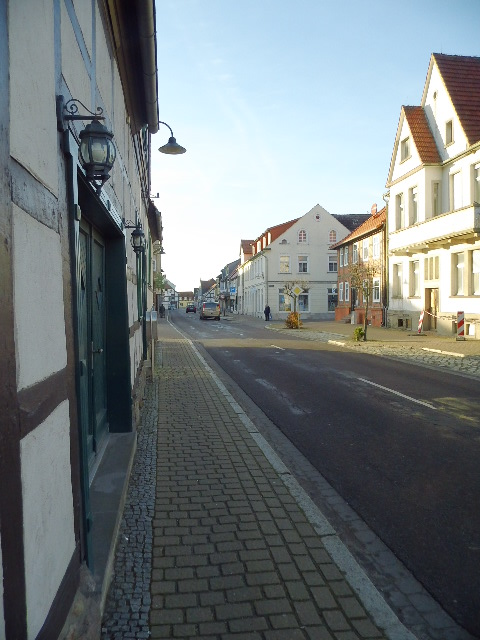
Oud straatje in Bismark
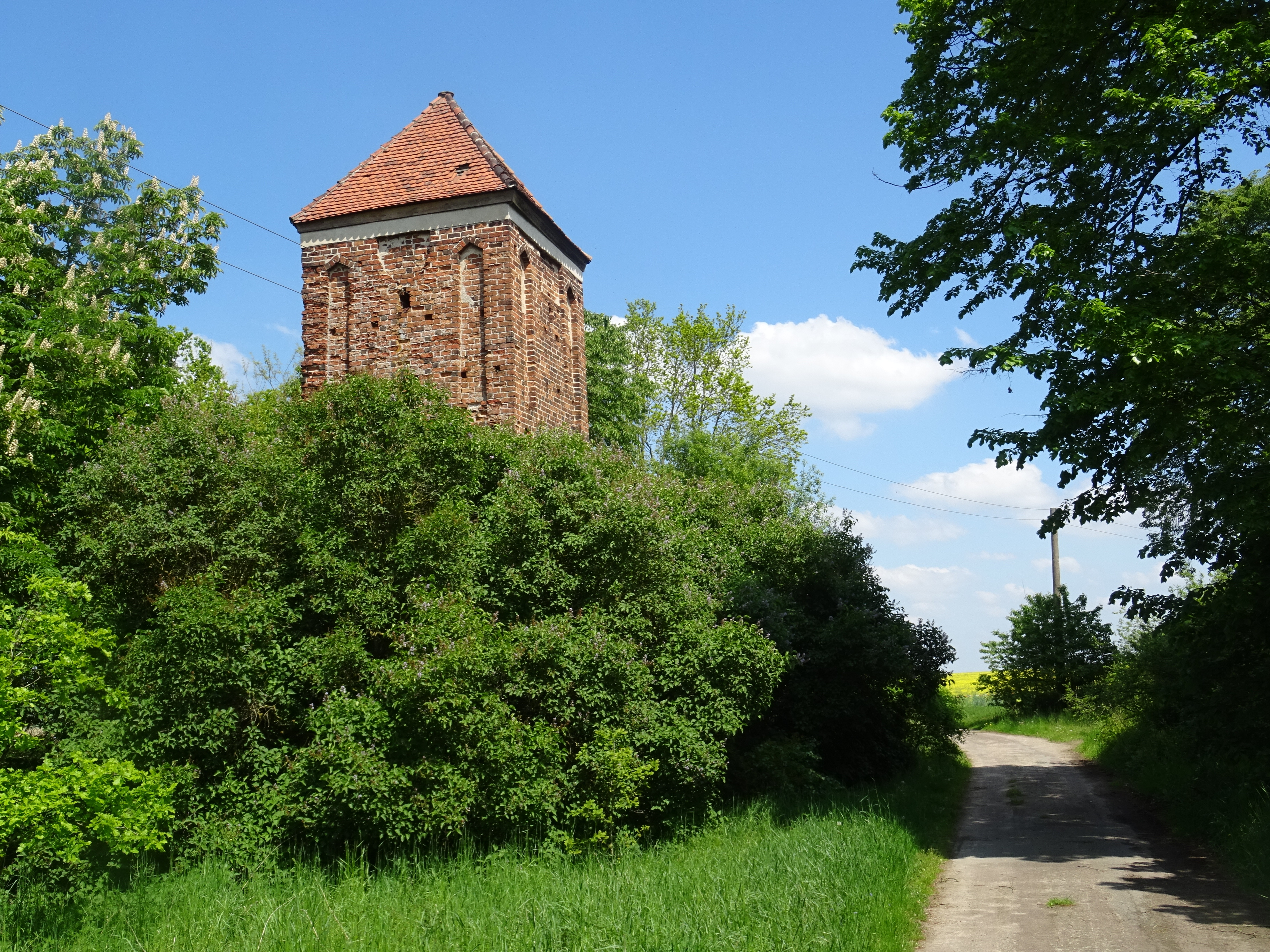
Wachttoren te Deetz (1409; onderdeel van een landweer voor de stad Stendal)
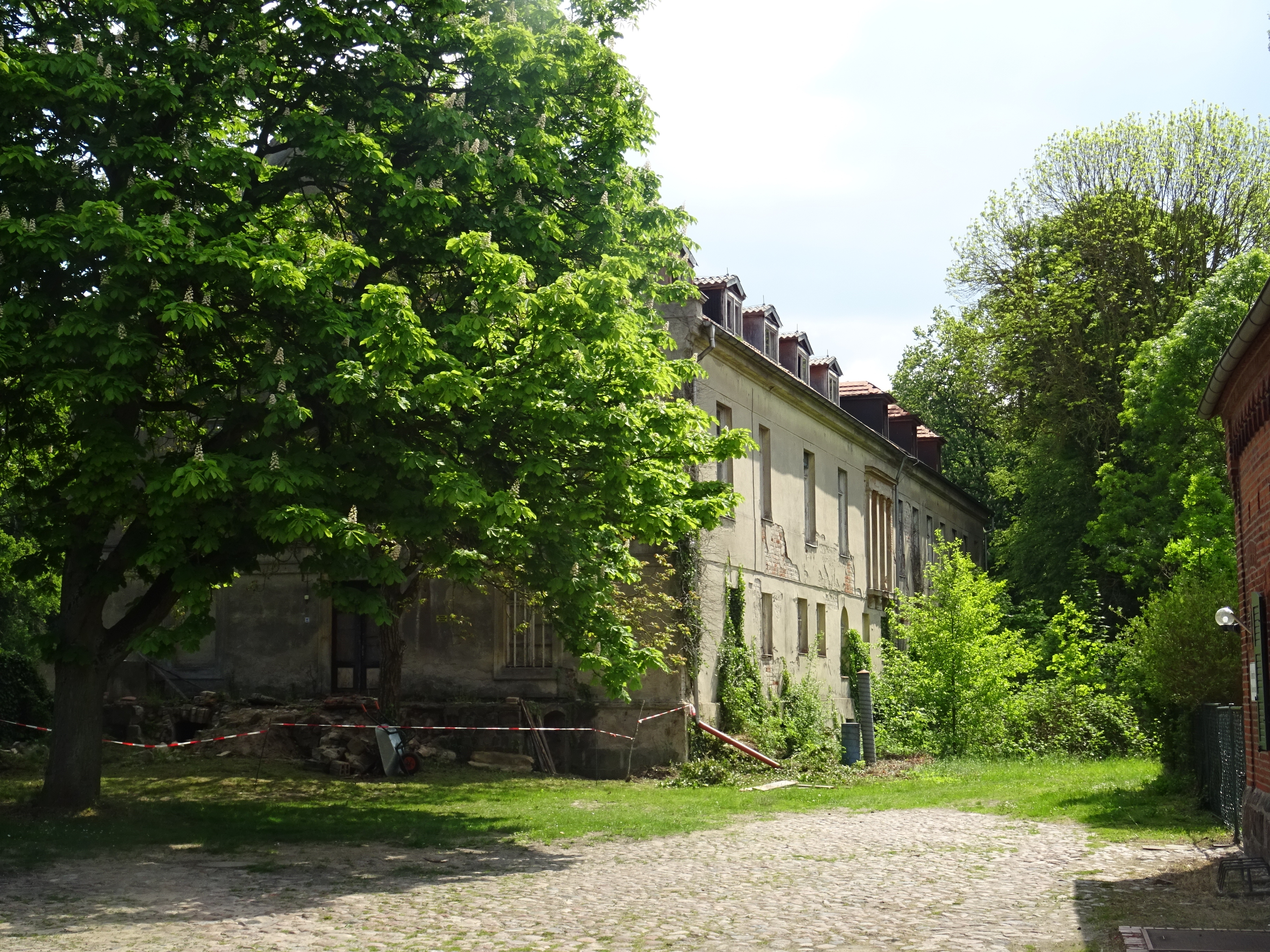
Landhuis te Hohenwulsch
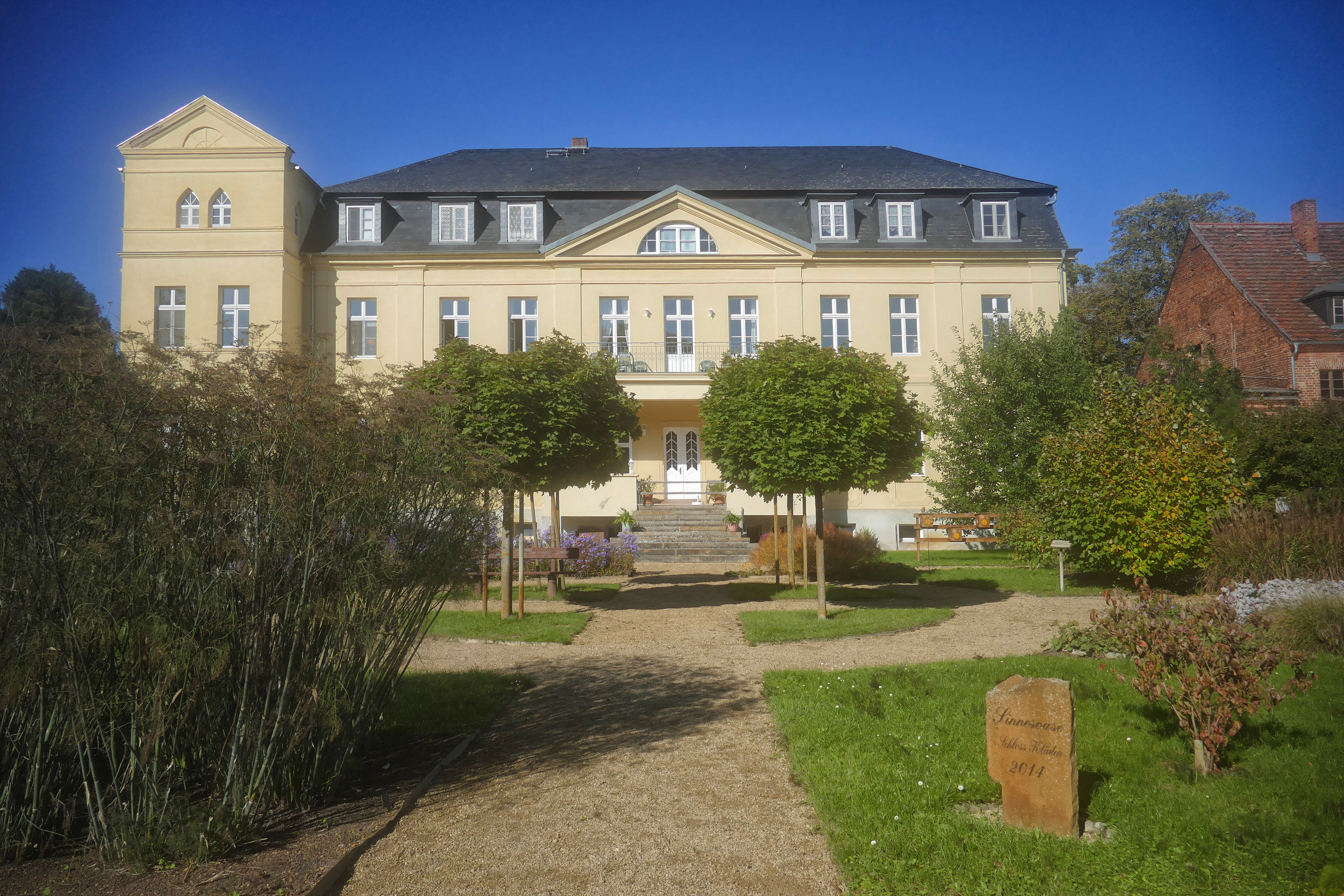
Landhuis Schloss Kläden
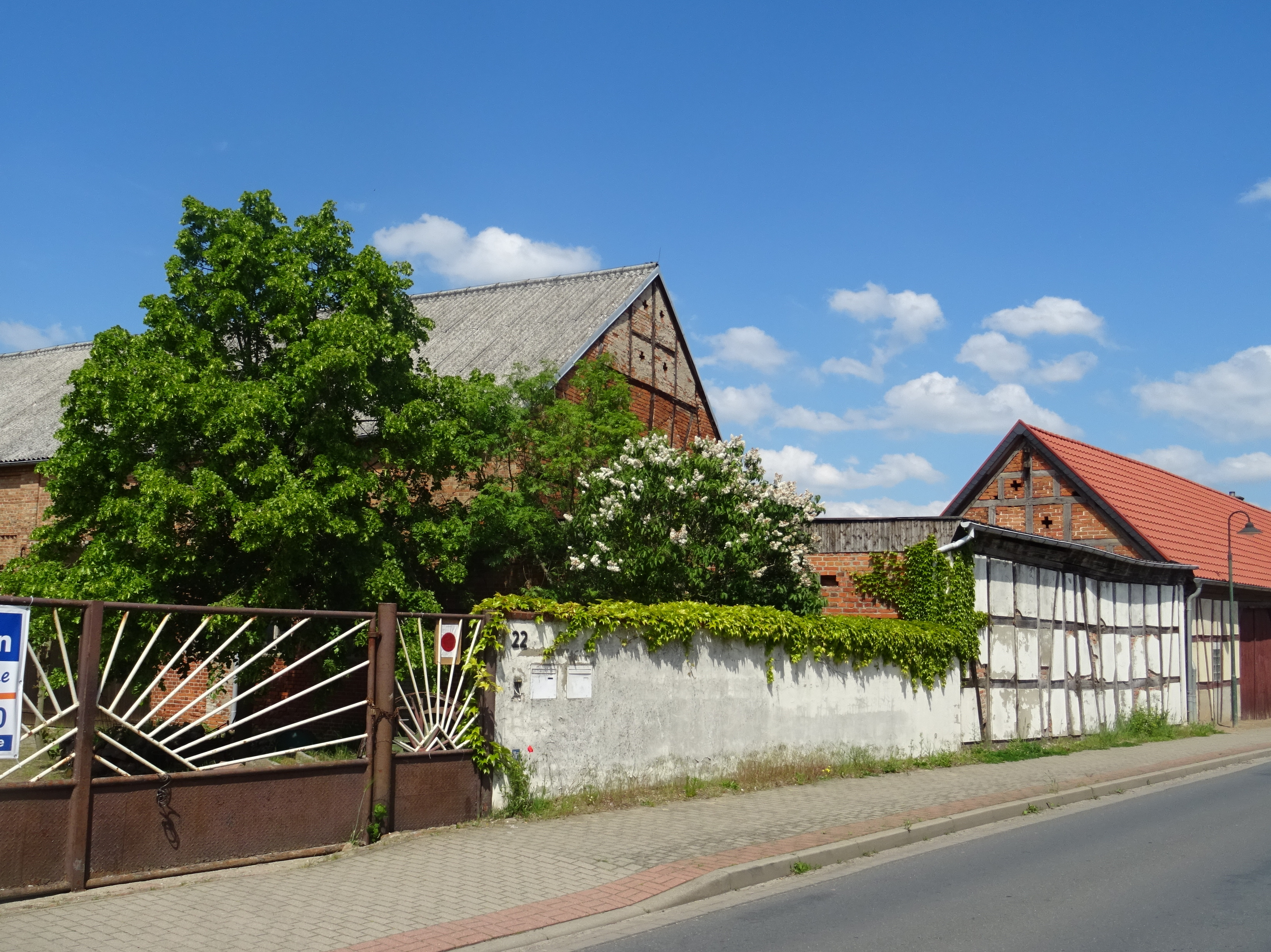
Oude huisjes te Kläden (onder monumentenzorg)
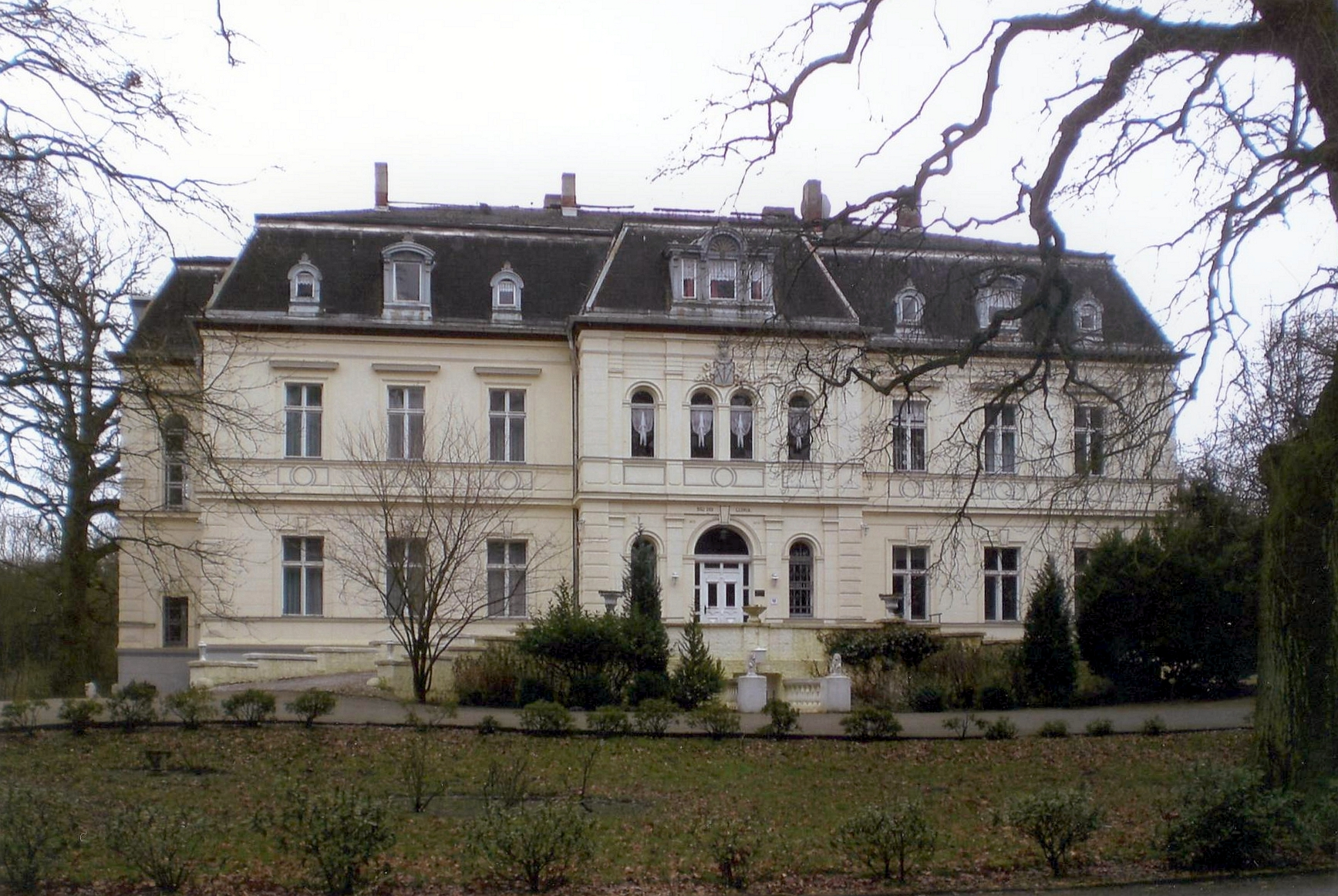
Kasteel Schönfeld (1875; in gebruik als evenementen-complex, Engels: event location)
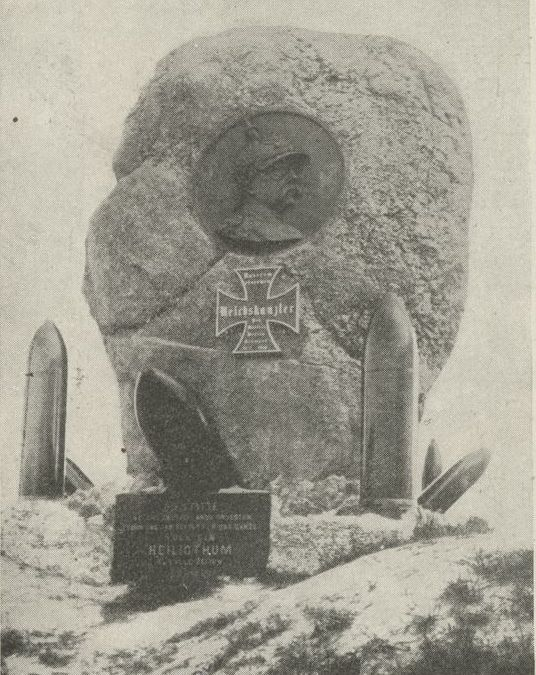
Monument voor Otto von Bismarck

## Belangrijke personen in relatie tot de gemeente

### Geboren in de gemeente Bismark
- Wilhelm Lüdecke (1868-1938), componist en muziekuitgever
- Elise Hampel, geb. Lemme (geb. 27 oktober 1903 in Bismark (Altmark); ter dood gebracht 8 april 1943 in Berlin-Plötzensee), samen met haar echtgenoot Otto (zie: Otto en Elise Hampel), actief in verzet tegen het nationaal-socialisme, o.a. door van september 1940 tot september 1942 in Berlijn briefkaarten met anti-nazistische teksten te verspreiden; hun lot is door Hans Fallada in zijn roman Alleen in Berlijn verwerkt.
- Eduard Stapel (geb. 30 mei 1953 in Bismark ; overl. op 3 september 2017 ibidem), evangelisch-luthers theoloog, politicus, van 2011-2017 burgemeester van Bismark; Stapel was openlijk homoseksueel; vanaf circa 1980, nog ten tijde van de DDR, een belangrijk bevorderaar van de emancipatie van LHBTI-mensen binnen Duitse evangelisch-lutherse kerkorganen. Hij was mede-oprichter van LSVD.

### Overigen
- Het adellijke geslacht Von Bismarck vindt hier zijn oorsprong. De oudst bekende telg was een in 1270 vermelde meester-wantsnijder, die werkte in het naburige Stendal.

## Trivia
Een ruïne van een middeleeuwse kerktoren draagt de bizarre bijnaam Goldene Laus (Gouden Luis). Een oude sage verhaalt, dat bovenin de toren een monsterachtig grote, gouden luis huisde, die met een gouden keten was geboeid. Het beest moest dagelijks met een pond vlees gevoederd worden, en dronk ook veel wijn. In het monster huisde de duivel of een ander wezen, afkomstig uit de hel.
Een meer plausibele geschiedenis verhaalt, dat in de toren, die behoorde bij een aan het eind van de middeleeuwen  afgebrande bedevaartskerk, een Latijnse inscriptie te lezen was: LAUS DEO (Lof zij God). De kerk was door de vele offergaven van de pelgrims rijk geworden; in de volksmond werd het Latijnse woord geassocieerd met het Duitse woord voor het als parasiet levende insect, de luis.
Er bestaat in Bismark een Goldener-Laus-Verein, Gouden-Luis-Vereniging, die zich ten doel stelt, de oude toren voor het nageslacht te behouden; de vereniging kon in 2005 een grondige renovatie van het gebouw laten uitvoeren.
Aland ·
Altmärkische Höhe ·
Altmärkische Wische ·
Arneburg ·
Bismark (Altmark) ·
Eichstedt (Altmark) ·
Goldbeck ·
Hassel ·
Havelberg ·
Hohenberg-Krusemark ·
Iden ·
Kamern ·
Klietz ·
Osterburg (Altmark) ·
Rochau ·
Sandau (Elbe) ·
Schollene ·
Schönhausen (Elbe) ·
Seehausen (Altmark) ·
Stendal ·
Tangerhütte ·
Tangermünde ·
Vinzelberg ·
Werben (Elbe) ·
Wust-Fischbeck ·
Zehrental
- Gemeinsame Normdatei: 4439769-0
- MusicBrainz: 9634e710-1984-4101-9d78-d7427a5f827e
- Virtual International Authority File: 239181262
- WorldCat: E39PCjxDHG4cX4pjkkw6VghXQy